# Циркулярна економіка

Ілюстрація, що демонструє різницю між підходом лінійної економік і підходом циркулярної економіки

Циркулярна економіка або економіка замкненого циклу (англ. circular economy, closed-loop economy) — модель економічного розвитку, що є альтернативною лінійній економіці, і яка передбачає відновлення, повторне використання, раціональне споживання ресурсів і дозволяє створити додаткову цінність, за допомогою нових послуг та інтелектуальних рішень. Циркулярна економіка спрямована, насамперед, на збереження енергії, економічно чисте виробництво та споживання.

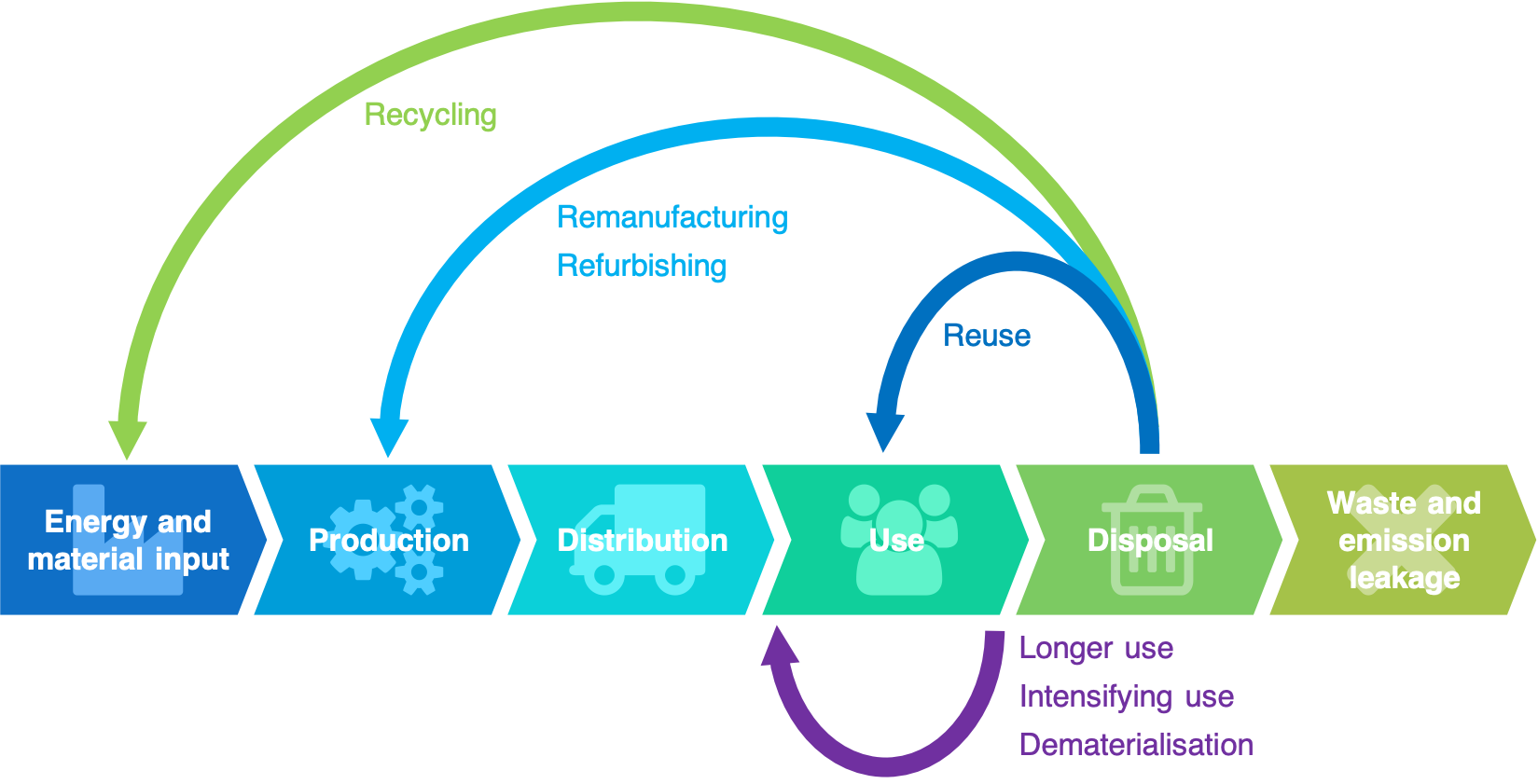
Ілюстрація концепції циркулярної економіки

Циркулярна економіка характеризується створенням нових альтернативних економічних підходів, завданням яких є мінімізація негативного людського впливу на довкілля. У лінійній економіці ресурси видобуваються, обробляються, споживаються, а потім викидаються як відходи, що часто призводить до погіршення стану довкілля та виснаження ресурсів. Циркулярна економіка пропонує альтернативний підхід, спрямований на те, щоб відокремити економічне зростання від споживання ресурсів, одночасно сприяючи сталим практикам, які відновлюють і повторно використовують матеріали..
Основоположними ідеями циркулярної економіки є: відновлення ресурсів, вторинна переробка матеріалів та перехід до використання відновлюваних джерел енергії, таких як сонячна, вітрова та гідроенергія. Циркулярна економіка глибоко взаємопов'язана з принципами сталого розвитку. За своєю суттю циркулярна економіка є відновлювальною та регенеративною системою, яка прагне наслідувати цикли природи. Її мета — підтримувати цінність і корисність продуктів, компонентів і матеріалів на найвищому рівні якомога довше, тим самим мінімізуючи відходи та зменшуючи потребу в безперервному видобутку обмежених ресурсів. Ця зміна вимагає фундаментального перегляду дизайну продукту, управління ланцюгом постачання і моделей споживання, зокрема, поводження з відходами.

## Історія
Концепцію циркулярної економіки можна простежити до стародавніх суспільств, які практикували винахідливість і економне використання матеріалів. Однак в останні десятиліття економіка циркулярна економіка знову привернула увагу через зростаюче занепокоєння щодо дефіциту ресурсів, погіршення стану довкілля та зміни клімату. У 20-му столітті спостерігалося стрімке зростання культури споживацтва, що призвело до лінійної економічної моделі «бери-зроби-викидай». Наукові дослідження свідчать, що зараз Землі потрібно близько 1,5 року для того, щоб відновити все те, що людство використовує за 1 рік (“екологічний слід”). Також, економічне зростання при лінійній моделі економіки призведе до збільшення обсягів використання ресурсів, відповідно, зростатимуть обсяги відходів і посилюватиметься негативний вплив на довкілля. У відповідь науковці, політики та організації почали виступати за стійкіший підхід. (див. також Сталий розвиток). Загальні аспекти циркулярної економіки досліджували багато вітчизняних і зарубіжних науковців: Н. Міллар, П. Ван Леувен, Т. Бергер, Д. Каррез, З. Юань, А. Бабак, М. Гайсдорфер, Н. Бокен, А. Таранцова, П. Саваге, В. Гаас, Д. Сергієнко, Х. Нгуєн, М. Зілс, М. Статчі, Е. Гултінк, Е. МакЛафлін, Ф. Краусман, Г. Кротова, Л. Артеменко, Ю. Морігуйчі, М. Гайнс, І. Зварич та інші. Питання становлення циркулярної економіки відображено у працях О. Циплінської, М. Шаповалової, Л. Дайнеко, Н. Гахович, Л. Шинкарук.
Китай, як одна з найбільших економік світу та споживачів ресурсів, визнав нагальну потребу вирішити проблему дефіциту ресурсів та екологічних проблем. 2008 року Китай прийняв Закон про стимулювання циркулярної економіки, який спрямований на підвищення ефективності використання ресурсів, зменшення утворення відходів і стимулювання переробки та повторного використання матеріалів. Закон створив правову основу для циркулярної економіки та призвів до розробки різноманітних пілотних проєктів та ініціатив циркулярної еономіки по всій країні.

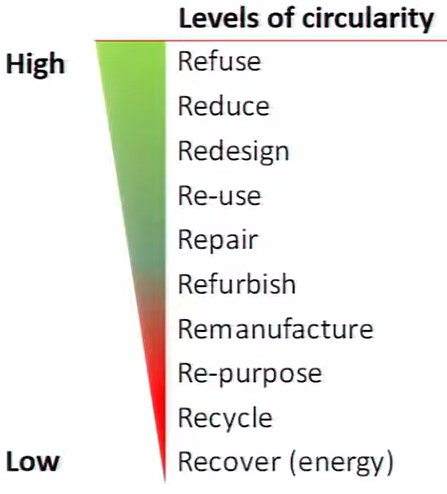
Принцип 10R візуалізує рівні циркулярності в циркулярній економіці. Представлено Жаклін Крамер у Ванкувері 15 травня 2017 року.

У 2010-х роках було розроблено кілька моделей циркулярної економіки, які використовували набір кроків або рівнів кругообігу, як правило, з використанням англійських дієслів або іменників, що починаються з літери «R». Першою такою моделлю, відомою як «принцип трьох R» («3R»), була «Reduce, Reuse, Recycle», яку можна простежити ще в 1970-х роках. Однією з найповіших моделей є «принцип 10R», розроблений професором сталого підприємництва та колишнім міністром довкілля Нідерландів Жаклін Крамер.
Фонд Еллен Макартур, організація зі штаб-квартирою у Великій Британії, відіграв важливу роль у розвитку циркулярної економіки завдяки дослідженням, адвокації та співпраці. Новаторська доповідь фонду «Назустріч циркулярній економіці» у 2013 році стала каталізатором глобальних дискусій щодо циркулярності. Фонд тісно співпрацює з бізнесом, урядами та академічними колами, щоб розробити принципи, рамки та рекомендації циркулярної економіки. Однією з помітних ініціатив є «Circular Economy 100» (CE100), глобальна платформа для співпраці компаній і прискорення їх переходу до циркулярних бізнес-моделей. Також Фонд пропонує освітні курси з різних аспектів впровадження циркулярної економіки.
З 2014 року ЄС впроваджує стратегії і плани дій, що спрямовані на поступовий перехід від лінійної моделі економіки до економіки замкненого циклу. У березні 2020 року, Європейська Комісія ухвалила новий План дій із циркулярної економіки, знаний як План дій щодо Циркулярної Економіки (CEAP). Цей план входить до складу широкомасштабної європейської "зеленої" стратегії (European Green Deal), що передбачає ряд новаторських заходів та перетворень, спрямованих на перетворення Європи в екологічно нейтральний континент до 2050 року. Очікується, що його реалізація має призвести до підвищення якості життя громадян, збільшення економічного добробуту, "зеленого" насичення економіки та охорони довкілля. Головною метою нової стратегії ЄС щодо циркулярної економіки є зниження обсягів споживання та підвищення використання ресурсів у межах ЄС, зокрема через підтримку повторного використання. Зазначається, що такий підхід сприятиме не лише екологічній вигоді, а й економічному росту — завдяки реалізації CEAP очікується додаткове зростання ВВП ЄС на 0,5% до 2030 року, а також створення 700 тисяч нових робочих місць. Нова стратегія буде також допоміжною для окремих компаній: беручи до уваги, що 40% всіх витрат промислових підприємств ЄС припадає на матеріали, застосування замкнених бізнес-моделей підвищить їхню рентабельність та захистить від відмінностей у цінах на ринку.
Нідерланди у 2016 році поставили перед собою амбітну ціль — стати циркулярною економікою до 2050 року. Уряд Нідерландів активно впроваджує політику для просування циркулярних практик, як-от запровадження податкових пільг для підприємств, які використовують перероблені матеріали, і підтримку циркулярних стартапів. Місто Амстердам, зокрема, було лідером у прийнятті циркулярних  принципів у міському плануванні, поводженні з відходами та стійкій архітектурі. (див. також Стійке місто)
Німеччина є одним зі світових лідерів у застосуванні моделі циркулярної економіки, інтегруючи інноваційні підходи до управління відходами та ефективного використання ресурсів. Її інфраструктура, політичні ініціативи та співпраця між галузями промисловості та урядовими секторами сприяли процвітаючій екосистемі, яка сприяє переробці, повторному використанню та екологічним виробничим практикам. Наприклад, у BMW Group циркулярний підхід до виробництва включає інтеграцію до 20% загальної маси нового автомобіля з переробленого пластику, переробку 90% матеріалів високовольтних акумуляторних батарей та переробку 99% відходів, що утворюються під час виробництва, які використовуються як матеріали або піддаються подальшій обробці.
У США такі міста, як Сан-Франциско та Нью-Йорк, запровадили комплексні програми зменшення відходів та їх переробки. Ініціатива Сан-Франциско Zero Waste має на меті відвести 100% відходів зі звалищ, наголошуючи на переробці та компостуванні. Провідні американські бренди, як Apple, Google і Walmart, взяли на себе зобов’язання використовувати відновлювані джерела енергії, розробляти продукти, які довговічні та придатні для вторинної переробки, а також зменшувати свій вуглецевий слід.
Примітно, що європейські країни та Японія лідирують у трансформації на модель циркулярної економіки, демонструючи різноманітні ініціативи на різних етапах, тоді як стабільність у рейтингу свідчить про послідовну відданість, із помітними зрушеннями, які спостерігаються в деяких країнах.

### Історія в Україні
В Україні щороку утворюються величезні обсяги відходів, при цьому наразі немає розвиненої інфраструктури поводження з ними. Станом на початок 2020-х, в Україні сміттєзвалища фактично перетворилися на джерела великої екологічної небезпеки. Накопичення і зберігання відходів (особливо токсичних) за умови тривалого впливу негативно впливає на здоров’я людей і стан довкілля. Україна посідає 9-те місце в рейтингу країн з найбільшим обсягом сміття на людину (10,6 т. на одну людину). У дослідженні 2019 року зазначається, що Україна виробляє більше 474 млн. тонн відходів щороку, 448 млн. з яких є небезпечними. В Україні щороку утворюється приблизно 420 млн. тон промислових відходів: з них 250 млн. тон – вугільних шлаків і 100 млн. тон – металургійних. При цьому річний обсяг генерування побутових відходів в Україні становить близько 11 млн. тон. Згідно з даними Державної служби статистики України зараз в Україні накопичено приблизно 15 млрд. тон відходів. У 2019 році на звалища припадало 15,4% національних викидів метану – більше, ніж від сільського господарства (13,7%). В Україні є 6148 полігонів, з яких паспортизовано лише 2 600. Площа сміттєзвалищ та полігонів складає 7% від всієї території України і є більшою ніж площа об’єктів природного заповідного фонду України. Також налічується 32 984 несанкціонованих звалищ. З усього цього сміття, переробляється та компостується відповідно 3,8 і 0%. Станом на 2021 рік в Україні функціонує лише один сміттєспалювальний завод – київський завод “Енергія”, який дозволяє утилізувати 25% твердих промислових відходів Києва і перетворити їх в теплову енергію для близько 300 столичних багатоповерхівок. (див також Промисловість переробки відходів і вторинної сировини України)
В Україні основними програмними документами з циркулярної економіки є наступні: 
- Національна стратегія управління відходами до 2030 року;
- Національний план управління відходами до 2030 року;
- Стратегія державної екологічної політики України на період до 2030 року;
- Концепція реалізації державної політики у сфері зміни клімату на період до 2030 року та план її реалізації;
- Стратегія низьковуглецевого розвитку України до 2050 року.

І. Зварич, В. Гурочкіна і М. Будзинська, М. Варфоломєєв і О. Чуріканова, та ін. досліджували перспективи впровадження циркулярної економіки в Україні.

## Принципи циркулярної економіки
Принципи, які лежать в основі циркулярної економіки, ґрунтуються на радикальному переосмисленні управління ресурсами, виробничих процесів і моделей споживання. Ці принципи разом роблять внесок у систему, яка надає пріоритет стійкості, ефективності та довгостроковій життєздатності. Впроваджуючи ці принципи в різні аспекти економічної діяльності, суспільства можуть відійти від традиційної лінійної моделі та перейти до регенеративного та реставраційного підходу.

### Принципи 3R і 10R: практики циркулярної економіки
Наріжним каменем концепції циркулярної економіки є принципи 3R і 10R, які пропонують вичерпний план зі зменшення відходів, ефективного використання ресурсів і сталого споживання. Першою такою моделлю, відомою як «принцип трьох R» («3R»), була «Reduce, Reuse, Recycle», яку можна простежити ще в 1970-х роках. Однією з найповіших моделей є «принцип 10R», розроблений професором сталого підприємництва та колишнім міністром довкілля Нідерландів Жаклін Крамер.

#### Принцип 3R: Reduce, Reuse, Recycle
- Reduce (Зменшити): перший крок передбачає зменшення утворення відходів. Це досягається шляхом мінімізації споживання ресурсів, оптимізації виробничих процесів для мінімізації надлишку та заохочення енергоефективності. Прийнявши принцип «менше – це більше», суспільства можуть зменшити загальний попит на матеріали та пом’якшити вплив на довкілля.
- Reuse (Повторне використання): повторне використання продуктів і матеріалів є ключовою стратегією продовження їхнього життєвого циклу та зменшення потреби у новому виробництві. Цей принцип підтримує відновлення, ремонт і перепрофілювання предметів, що дозволяє їм виконувати нові функції та зменшує тиск на видобуток ресурсів.
- Recycle (Переробка): переробка передбачає перетворення відходів у нові продукти. Належне сортування та переробка таких матеріалів, як папір, скло, пластик і метали, сприяє збереженню ресурсів і зменшенню кількості відходів, які вирушають на звалища. Ця практика замикає цикл шляхом повторного введення матеріалів у виробничий цикл.Контейнери для вибіркового збору відходів

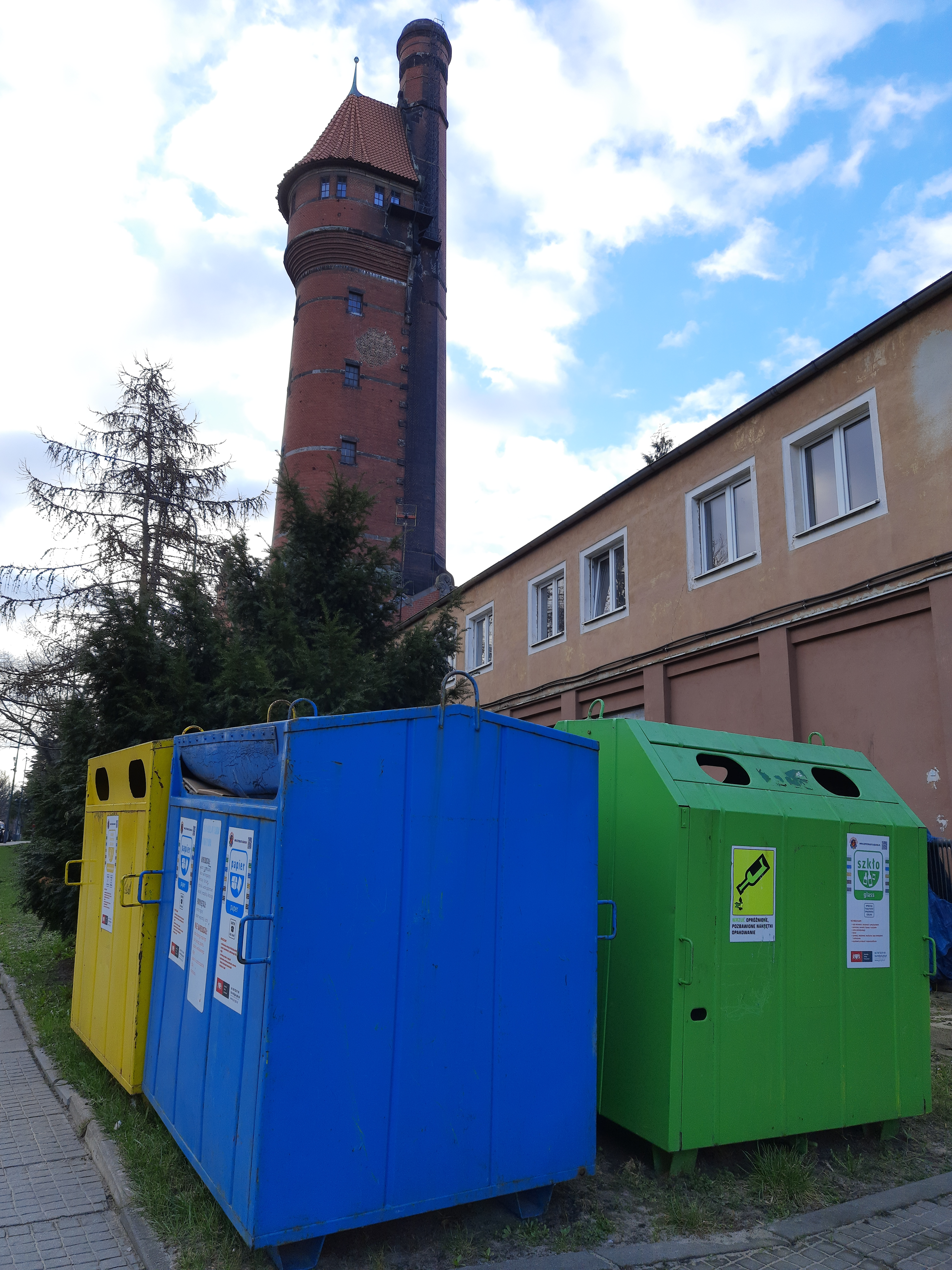
Контейнери для вибіркового збору відходів

#### Принцип 10R: комплексний циркулярний підхід
- Refuse (Відмова): скорочення використання природних ресурсів, підвищення ефективності виробництва. Відмовляючись від непотрібних предметів і одноразового пластику, окремі особи та підприємства можуть із самого початку запобігти утворенню відходів. Цей принцип спонукає до критичної оцінки споживчих звичок і відмови від продуктів, які сприяють надмірному марнотратству.
- Reduce (Зменшити): Цей принцип виступає за мінімізацію споживання та утворення відходів шляхом свідомого вибору. Для цього потрібно розглянути, чи справді потрібна покупка, і вибрати продукти з меншою упаковкою або довговічнішою якістю.
- Renew/Redesign (Оновлення/перепроєктування): створення екологічно чистих продуктів із самого початку. Це передбачає вибір відновлюваних матеріалів, мінімізацію небезпечних речовин і забезпечення того, щоб продукти можна було легко розібрати для переробки або повторного виробництва.
- Reuse (Повторне використання): подовження терміну служби продуктів шляхом повторного використання за його основним призначенням мінімізує потребу в новому виробництві. Підприємства та окремі особи можуть використовувати платформи для обміну інструментами або транспортними засобами, щоб оптимізувати використання ресурсів.
- Repair (Ремонт): ремонт продуктів, а не викидання їх сприяє збереженню ресурсів і зменшенню відходів. Доступ до ремонтних послуг і наявність запасних частин є важливими складовими цього принципу.
- Refurbish (Ремонт, Відновлення): відновлення старих продуктів до їхнього початкового стану, часто з оновленням для підвищення їхньої продуктивності. Цей підхід поєднує повторне використання та ремонт, зменшуючи попит на нові предмети.
- Remanufacture (Відновлення/Переобробка): повторна обробка та використання частини старого продукту в нових, таких самих, продуктах. Ця практика подовжує термін служби виробів, зберігаючи матеріали та енергію.
- Repurpose (Перепрофілювання/Переорієнтація): переорієнтація частини старого виробу у новому продукті з іншим призначенням. Цей принцип заохочує інноваційне мислення, щоб дати нове життя продуктам, які інакше могли б бути викинутими.
- Recycle (Переробка): перетворення відходів на нові продукти сприяє збереженню ресурсів і зменшенню відходів. Належна практика переробки вимагає ефективного збору, сортування та обробки матеріалів.
- Recover: вилучення цінності з відходів за допомогою таких процесів, як перетворення відходів в енергію та компостування, гарантує, що навіть матеріали з обмеженим потенціалом переробки можуть сприяти відновленню ресурсів.

### Інтеграція відновлюваної енергетики
Практика циркулярної економіки узгоджується з впровадженням відновлюваних джерел енергії. Відмовляючись від викопного палива та впроваджуючи такі технології відновлюваної енергії, як сонячна, вітрова та гідроенергія, галузі можуть зменшити свою залежність від невідновлюваних ресурсів і зменшити викиди парникових газів. Інтеграція відновлюваної енергії у виробничі процеси сприяє створенню сталішої та циркулярнішої енергетичної системи.

### Відходи як ресурс

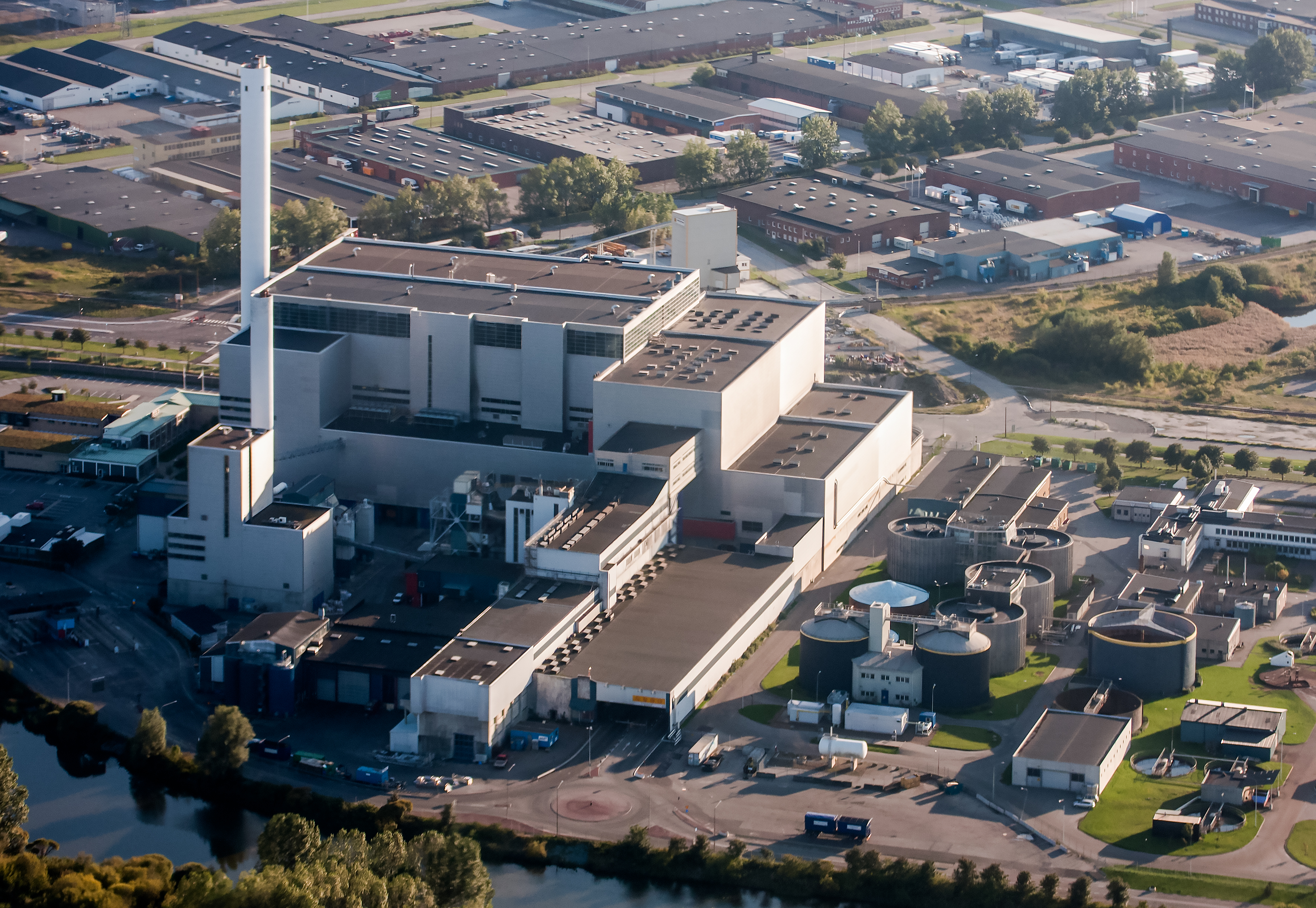
Завод з переробки відходів

Принципи циркулярної економіки розглядають відходи як потенційний ресурс, а не як проблему утилізації. Переробляючи, переробляючи та повторно використовуючи відходи, промисловість може зменшити навантаження на природні ресурси. Концепція «кругового матеріального потоку» передбачає, що потоки відходів стають цінною сировиною для інших процесів, таким чином мінімізуючи видобуток незайманих ресурсів.

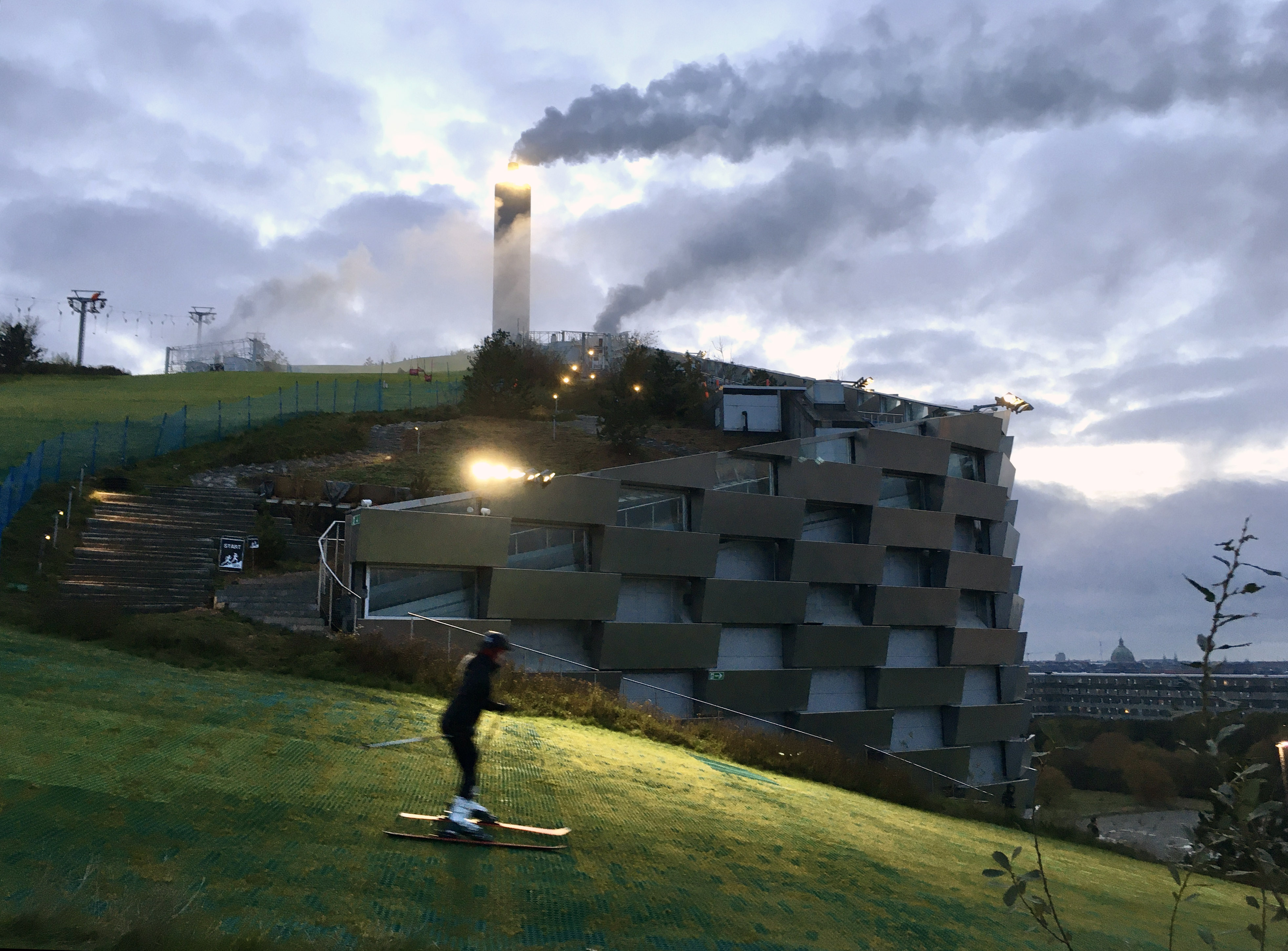
Амагер Бакке, також відомий як Копенгілл, — сміттєспалювальний завод на острові Амагер в Копенгагені, відомий своєю зеленою зоною відпочинку на даху, з відкритим схилом для спуску на лижах, та безпечними періодичними викидами відфільтрованих газів з димової труби.

Сучасні системи управління відходами, такі як сміттєпереробні заводи і анаеробні реактори, перетворюють органічні відходи й харчові відходи на біогаз або електроенергію. Інноваційні методи переробки та перетворення відходів в енергію, паливо з відходів, зокрема, в біопаливо, ще більше зменшують кількість відходів на звалищах, зберігають ресурси та підтримують циркулярну економіку. Технології, які перетворюють органічні відходи, такі як харчові відходи, рослинні залишки та тверді міські відходи, на біопаливо пропонують подвійну користь, керуючи утилізацією відходів і виробляючи відновлювану енергію. Біологічні відходи, отримані в сільському господарстві, можливо перетворити на різноманітні матеріали, включаючи порошки, волокна та нитки, які можливо використовувати в адитивних методах виробництва (3D-друк).
Забруднення пластиком довкілля є однією з найбільших екологічних проблем сьогодення, й переробка пластикових відходів є вкрай перспективною. Наприклад, в двох дослідженнях 2023 року, опублікованих в Science, описується економічно-ефективна методика переробки пластикових відходів (поліетилен та поліпропілен) в жирні кислоти, які згодом перетворюють промислові сурфактанти; та поліетиленових відходів в широкий спектр цінних хімічних речовин. (див. також Переробка відходів, Переробка пластику, Переробка скла, Переробка металобрухту, Переробка шин, Переробка паперу, Переробка ПЕТ-пляшок, Біопаливо, Біопластик)

### Дизайн для довголіття та міцності
Основним принципом циркулярної економіки є розробка продуктів з урахуванням довговічності. Цей принцип передбачає створення предметів, які створені таким чином, щоб протистояти зношенню, що робить їх стійкішими до передчасного старіння. Виробники враховують такі фактори, як вибір матеріалів, якість конструкції та простота обслуговування, щоб гарантувати, що продукти мають подовжений життєвий цикл. Завдяки цьому потреба в частих замінах зменшується, зменшується попит на нові ресурси та мінімізуються відходи.

### Акцент на ремонті, переробці та відновленні
Практика циркулярної економіки надає пріоритет ремонту та реконструкції над утилізацією. Замість того, щоб викидати продукти при перших ознаках несправності, послуги з ремонту стають доступними, щоб продовжити термін служби виробів. Повторне виробництво передбачає розбирання та відновлення використаних продуктів до їх початкового стану, зменшуючи потребу у новому виробництві. Ці методи зменшують відходи та зберігають цінні ресурси.

### Ефективність використання ресурсів і відокремлення зростання від споживання ресурсів
Ефективність використання ресурсів є наріжним каменем циркулярної економіки. Це передбачає оптимізацію використання матеріалів та енергії протягом життєвого циклу продукції. Цей принцип спрямований на «відокремлення» економічного зростання від споживання ресурсів, гарантуючи, що процвітання не відбувається за рахунок погіршення довкілля. Стратегії включають мінімізацію утворення відходів, удосконалення виробничих процесів і підвищення енергоефективності.

## Характеристика
Циркулярна економіка покликана змінити класичну лінійну модель виробництва, концентруючись на продуктах і послугах, які мінімізують відходи та інші види забруднень.
Основні принципи циркулярної економіки засновані на відновленні ресурсів, переробці вторинної сировини та відходів, перехід від викопного палива до використання відновлюваних джерел енергії.
Даний тип економіки розглядається як частина Четвертої промислової революції, в результаті якої в цілому підвищиться раціональність використання ресурсів, в тому числі природних, економіка стане прозорішою, передбачуванішою, а її розвиток швидким і системним.

### Циркулярна біоекономіка

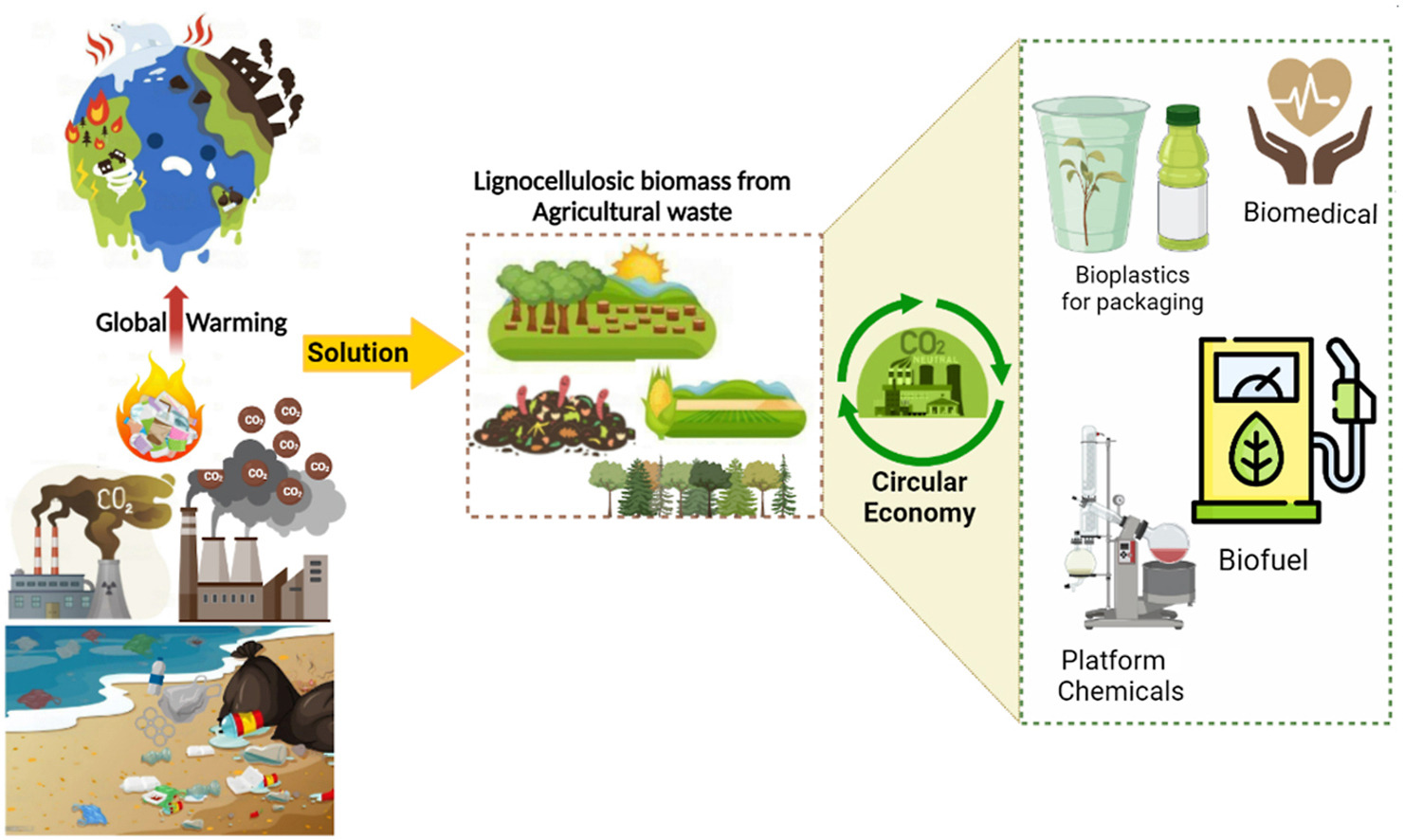
Циркулярна біоекономіка зменшує негативний вплив на природні ресурси.

Циркулярна біоекономіка є одним з секторів циркулярної економіки, і являє собою цілісний підхід до сталого розвитку, який поєднує принципи циркулярної економіки з використанням відновлюваних біологічних ресурсів. Ця інноваційна концепція прагне максимізувати цінність, отриману з біомаси, одночасно мінімізуючи утворення відходів, заохочуючи ефективне використання ресурсів і сприяючи сталому розвитку.
Циркулярна біоекономіка — це така, у якій відходи – потоки відновлюваних біоресурсів – повертаються назад у техносферу – у відкритому циклі або переробці замкнутого циклу — біопластик, біополімери, переробка пластику; або перетворення речовини в енергію — біопаливо. Систематичний огляд 385 публікацій з 2015 по 2021 роки з 50 країн і які з’являються в 150 журналах, зазначає про зростаючий інтерес до цієї галузі досліджень. Німеччина є провідним джерелом наукової літератури (10%), тоді як Journal of Cleaner Production (9%) очолює список наукових журналів.
У своїй основі циркулярна біоекономіка зосереджена навколо відповідального та регенеративного використання біологічних ресурсів, таких як сільськогосподарські культури, відходи лісового господарства та органічні відходи. Це контрастує з традиційною лінійною моделлю, де ресурси видобуваються, використовуються та викидаються, що часто призводить до погіршення довкілля та виснаження ресурсів. Принципи циркулярної біоекономіки визнають, що біомасу, яка охоплює органічну речовину з різних джерел, можна використовувати для задоволення багатьох суспільних потреб у різних секторах, включаючи сільське господарство, енергетику, матеріали тощо.
Структура циркулярної біоекономіки побудована на кількох ключових стовпах:
- Стійке управління ресурсами: практика циркулярної біоекономіки надає пріоритет сталому джерелу біомаси. Це передбачає вирощування сільськогосподарських культур і лісових ресурсів таким чином, щоб зберегти екосистеми, зберегти біорізноманіття[75] та уникнути надмірної експлуатації.[76][77]

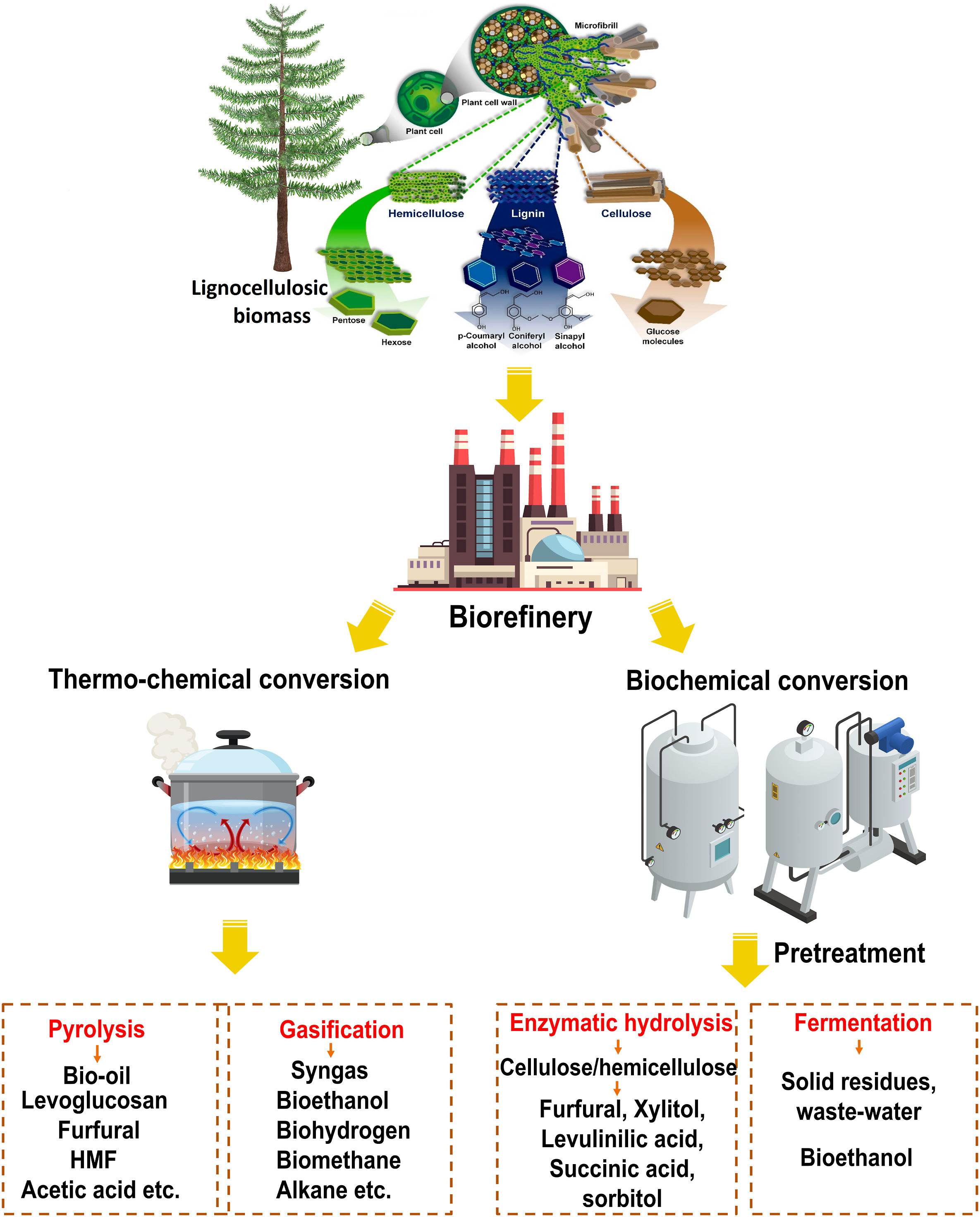
Підхід циркулярної біоекономіки для виробництва біопалива та інших цінних продуктів з лігноцелюлозної біомаси.

- Підхід циркулярної біоекономіки для виробництва біопалива та інших цінних продуктів з лігноцелюлозної біомаси.[63]Ефективне використання ресурсів: біомаса використовується таким чином, щоб максимізувати її цінність і мінімізувати відходи. Вона перетворюється на різні продукти, такі як їжа, корми, біоматеріали (біополімери, біопластик), продукти біоенергетики та біохімікати за допомогою таких процесів, як біоочищення[78][79], бродіння та екстракція.[80] Біоенергетика з використанням технології уловлювання та зберігання вуглецю (BECCS), наприклад, є біоенергетичною технологією пом'якшення впливу викидів парникових газів на зміну клімату, завдяки комбінуванню виробництва біопалива з біомаси, разом з уловлюванням і зберіганням вуглецю. BECCS може давати негативний викид вуглекислого газу (основного парникового газу) в атмосферу (тобто поглинати вуглець з атмосфери)[81], чим сприяє декарбонізації й покращенню емісійного бюджету CO2, та зменшенню парникового ефекту і глобального потепління.[81][82][83] Крім того, вловлений CO2 використовується для виробництва інших цінних продуктів, таких як сечовина, полікарбонати, метанол, диметиловий етер та багато інших.[81]
- Валоризація відходів[84][85][86][87] і каскадування біомаси[88][89]: циркулярна біоекономіка заохочує каскадне використання біомаси, коли той самий ресурс використовується для кількох цілей у каскадній послідовності. Наприклад, після виробництва високоцінних продуктів з біомаси сільськогосподарських[63], чи інших, відходів, залишкові відходи можуть бути використані для біоенергетики або для добрив в сільському господарстві[90]. (див. також Переробка органічних відходів)
- Поглинання вуглецю та пом’якшення наслідків зміни клімату: циркулярна біоекономіка сприяє поглинанню вуглецю шляхом використання біомаси для виробництва довговічних продуктів, які зберігають вуглець, наприклад, біочар[91] тощо.[92] Циркулярна біоекономіка також фокусується на відновлюваних джерелах біоенергії, тим самим зменшуючи викиди парникових газів. Також, концептуальні біологічні моделі поглинання CO2 дають високоцінні біологічні продукти та хімічні речовини, а інтегрована гібридна модель біопереробки, в якій вуглець рухається в замкнутому циклі, може виявитися стійким і перспективним напрямком досліджень.[92] Крім того, негативної емісії вуглецю можливо досягти завдяки біоенергетиці з уловлюванням та зберіганням вуглецю (BECCS)[81], технології прямого захоплення повітря[en] (DAC)[93], залісненню[94]/лісовідновленню[95] й технології посиленого вивітрювання[en].[96]
- Закриття циклів поживних речовин: циркулярна біоекономіка має на меті закрити цикли поживних речовин шляхом повернення органічних залишків і побічних продуктів у ґрунт як добрив. Це відновлює здоров’я та родючість ґрунту, зменшує залежність від синтетичних добрив і мінімізує стік поживних речовин у водойми.[97][98]Приміщення для культивування мікроводоростей для виробництва білкових продуктів харчування[99] чи біопалива[100][101] (Гаваї)

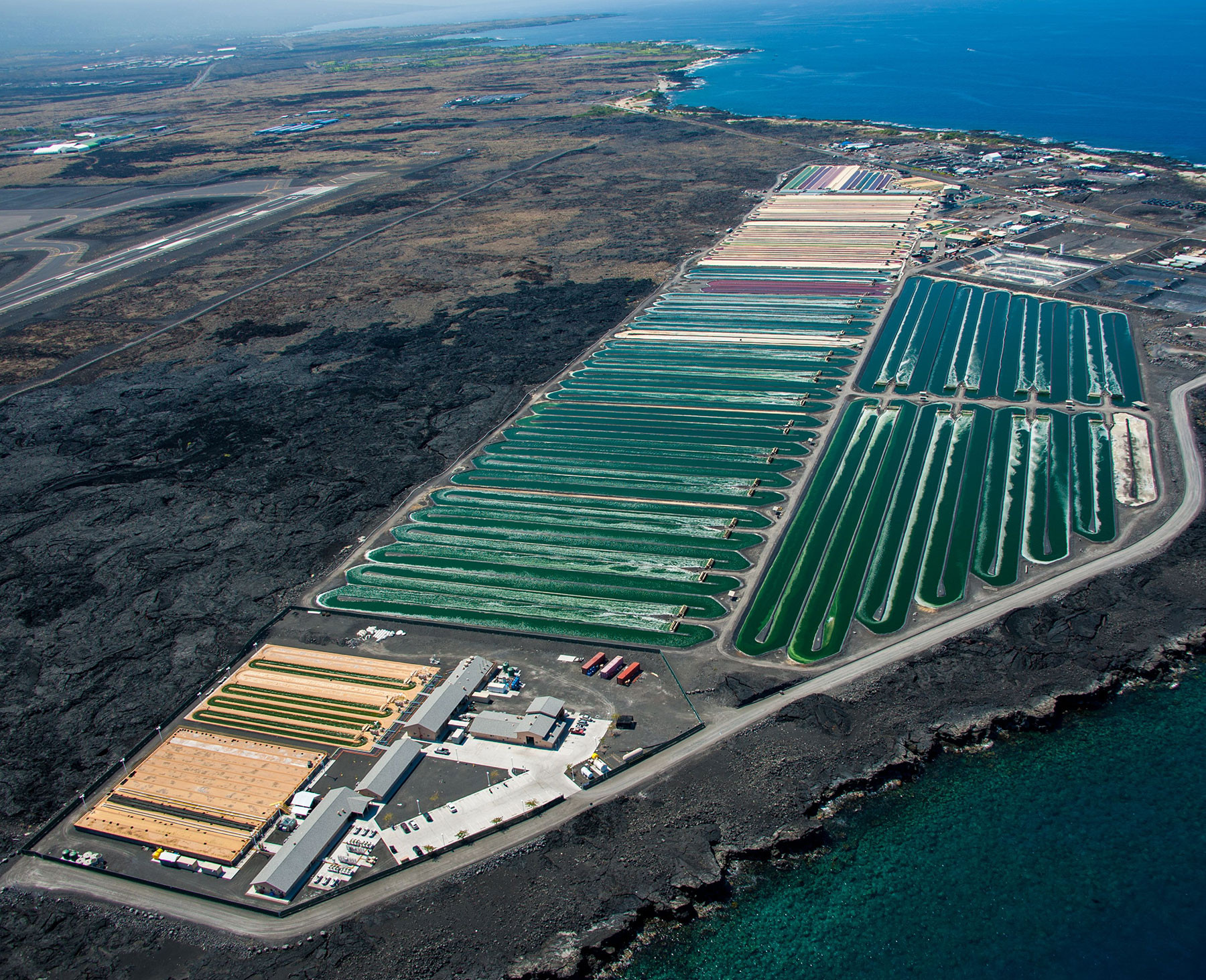
Приміщення для культивування мікроводоростей для виробництва білкових продуктів харчування чи біопалива (Гаваї)

- Інновації та технології: передові технології, включаючи біотехнологію, генну інженерію[102], інженерію біологічних систем та точне землеробство[103][104], відіграють вирішальну роль в оптимізації використання біомаси, збільшенні врожайності та покращенні ефективності використання ресурсів. Наприклад, прогресивні біотехнологічні методики можуть залучати мікробні паливні елементи для одночасного очищення стічних вод, виробництва біоводню та електроенергії[105], а практики точного землеробства використовують інноваційні методи вирощування та догляду за рослинами для максимізації врожайності й оптимізації використання земельних ресурсів[104]. Великі дані в біоекономіці революціонізують аналіз даних, інновації та сталість, використовуючи величезні набори даних для оптимізації використання ресурсів, стимулювання біотехнологічних досягнень і сприяння екологічно чистим практикам.[106]
- Міжгалузева співпраця: стратегії циркулярної біоекономіки вимагають співпраці між такими секторами, як сільське господарство, лісове господарство, енергетика та виробництво. Цей міждисциплінарний підхід сприяє синергії та дозволяє створювати інтегровані ланцюжки створення вартості.[107][108]

Циркулярна біоекономіка являє собою фундаментальну зміну в тому, як людство підходить до використання ресурсів і охорони довкілля. Такий підхід визнає обмеженість ресурсів і взаємозв’язок екологічних систем. Використовуючи потенціал біомаси в регенеративний та сталий спосіб, циркулярна біоекономіка обіцяє задовольнити потреби людини, одночасно зберігаючи екосистеми, підвищуючи стійкість і сприяючи стійкішу майбутньому.

### Циркулярне будівництво

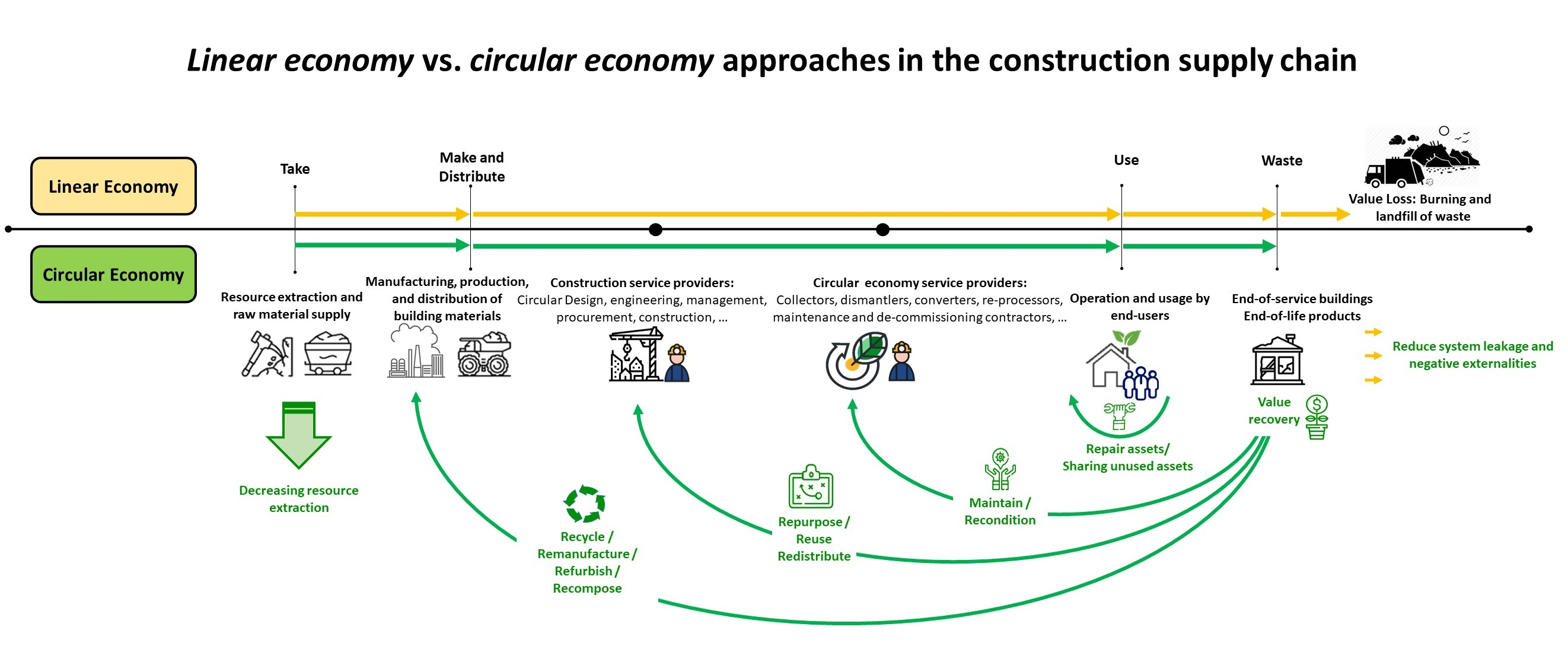
Ланцюг постачання в циркулярному будівництві

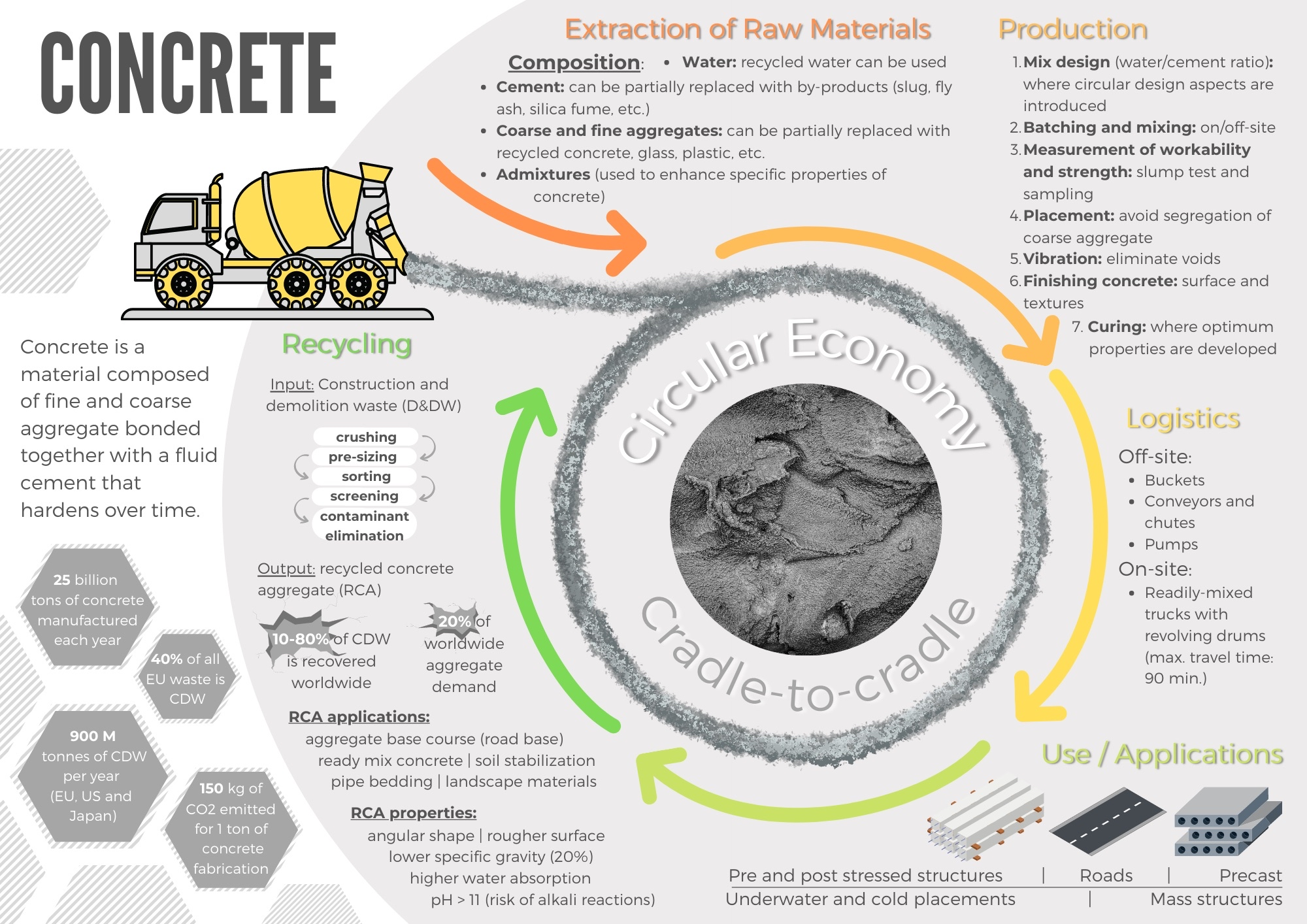
в циркулярній економіці

Циркулярне будівництво (англ. circular construction, circular built environment) є критично важливим сектором циркулярної економіки, що втілює принципи сталого розвитку, ефективного використання ресурсів і зменшення відходів у будівельній промисловості, зокрема в виробництві, будівництві та забудованому середовищі. Будівельний сектор є найбільшим рушієм споживання ресурсів і утворення відходів, і також є основним джерелом викидів парникових газів (39% світових викидів станом на 2018 рік). Завдяки переосмисленню традиційних методів будівництва та застосуванню інноваційних підходів, циркулярне будівництво має на меті мінімізувати вплив на довкілля, одночасно створюючи стійкі конструкції та економічну вигоду.
Також, внаслідок значних пошкоджень інфраструктури під час війни, Україна стикається з важливим завданням утилізації та використання будівельних відходів. Станом на початок 2024 року, в країні вже накопичено, за деякими оцінками, близько 10-12 мільйонів тонн таких відходів; а за оцінкою Руслана Стрільця – близько 30 мільйонів тонн. Неорганізоване скупчення та неконтрольоване зберігання небезпечних матеріалів на тимчасових смітниках, створює серйозні екологічні загрози. Серед основних ризиків – забруднення ґрунтових вод та ґрунтів токсичним фільтратом, забруднення повітря токсичними речовинами і погіршення санітарно-епідеміологічної ситуації. Незважаючи на великі виклики, ця ситуація створює унікальні можливості для переосмислення підходів до управління відходами та розвитку широкомасштабної циркулярної економіки в Україні.
Будівельною продукцією є повністю збудовані і прийняті в експлуатацію будинки, інженерні системи, підземні комунікації. За призначенням будівництво розділяють на такі групи: промислове, цивільне, санітарно-технічних систем, енергосистем, гідротехнічне, транспортне, сільськогосподарське, спеціальне. Два основних види будівельних робіт включають загальнобудівельні (земельні, залізобетонні, монтажні, ізоляційні та ін.) та спеціальні (санітарно-технічні, електромонтажні тощо). Виробничі процеси поділяються на дві групи – на будівельному майданчику і за його межами (заготівельні, транспортні).
Структура циркулярного будівництва побудована на таких ключових принципах і методах:
- Цифровізація процесів: є одним з ключових елементів на всіх етапах життєвого циклу будівлі, з особливим акцентом на проєктуванні та будівництві, і є одним з ключових принципів переходу на модель циркулярного будівництва.[119][120][121][122][123]
  - Цифрові інструменти, такі як інформаційне моделювання будівель (BIM) та цифрові двійники (віртуальні будівлі), спрощують процес проєктування та будівництва, що призводить до зменшення відходів та більш ефективного використання ресурсів.[124][125][126] Це призводить до економії коштів і скорочення термінів реалізації проєкту. Для існуючих конструкцій, цифрові інвентаризації та використання таких технологій, як 3D-сканування, полегшують ідентифікацію матеріалів для повторного використання або переробки, сприяючи зменшенню відходів під час знесення.[119]4D BIM моделювання

4D BIM моделювання

  - Електронний паспорт будівлі, що може включати один чи декілька варіацій цифрових документів, таких як паспорт матеріалу[127], цифровий паспорт продукту[128], будівельний паспорт, електронний будівельний файл або цифровий будівельний журнал[129], — надає вичерпну інформацію про матеріали, енергоефективність, технічний стан та інші характеристики будівлі, які використовуються в будівництві, для полегшення процесів демонтажу, реконструкції та переробки в майбутньому.[130][119][123] Електронний паспорт будівлі може бути заснованим на даних з BIM, і дозволяє оцінити потенціал переробки існуючих будівель і може слугувати цінним документом для переходу до циркулярної економіки.[131]
  - Оцінка життєвого циклу[en] (LCA) – практична методологія оцінки ефективності та інструмент, що аналізує наслідки продукції для довкілля.[132] LCA у будівельній сфері використовується для вимірювання впливу всієї будівлі на довкілля або оцінки окремих компонентів будівлі. Інструменти LCA, такі як GaBi, SimaPro та інші, використовуються для оцінки впливу продукції на довкілля та оцінки запасів. Інтеграція баз даних LCA з BIM допомагає архітекторам та інженерам приймати більш обґрунтовані рішення щодо матеріалів і методів будівництва, які мінімізують вплив на довкілля. Циркулярні бази даних LCA можуть служити еталоном для стандартів сталого розвитку, допомагаючи галузі вимірювати та покращувати свою ефективність з часом. Використання технології RFID (радіочастотна ідентифікація), дозволяє відстежувати матеріальні потоки в режимі реального часу, зменшуючи відходи та підвищуючи потенціал повторного використання матеріалів після деконструкції. RFID також може допомогти виконати нормативні вимоги щодо відстеження матеріалів і управління відходами, потенційно зменшуючи юридичні ризики та покращуючи репутацію галузі.[119][133]Приклад діаграми етапів оцінки життєвого циклу (LCA)

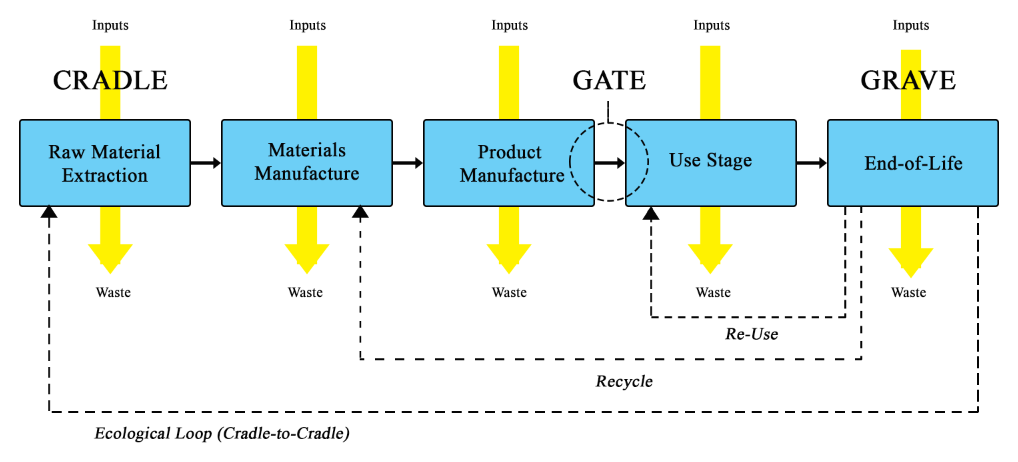
Приклад діаграми етапів оцінки життєвого циклу (LCA)

  - Інші індекси та показники циркулярності: полегшують оцінку використання матеріалів, ефективності використання ресурсів і стратегій завершення терміну експлуатації будівельних проектів, дозволяючи зацікавленим сторонам визначати можливості циркулярного проєктування та оптимізації ресурсів. Використовуючи такі показники, будівельна галузь може перейти до більш стійких і циркулярних практик.[134][135]
  - Технологія блокчейн: забезпечує прозорість, відстежуваність та ефективність циркулярного будівництва шляхом запису транзакцій та обміну даними, завдяки чому набуває популярності в розвинених країнах. Завдяки своїй децентралізованій природі блокчейн забезпечує перевірку походження будівельних матеріалів, оптимізує процеси управління ресурсами та сприяє співпраці на принципах циркулярної економіки.[109][136]

- Конструкція для легкого розбирання: проєктування будівель та інфраструктури з урахуванням демонтажу дозволяє повторно використовувати матеріали, продовжуючи термін їх служби та зменшуючи споживання ресурсів. Основні методики включають наступні:
  - Модульна конструкція: використання готових модульних компонентів, які можливо легко зібрати, розібрати та перепрофілювати для майбутніх проектів.[137][138] Модульні будівлі мають потенціал для швидкого будівництва, зменшення будівельних відходів і меншого впливу на довкілля.[139] Системи Plug-and-Play, що включають стандартизовані з’єднання та інтерфейси, які полегшують інтеграцію модульних компонентів, сприяють ефективнішим процесам будівництва, що дозволяє легше збирати та розбирати будівельні елементи, що сприяє циркулярній структурі будівельного середовища.[140][141][142]
  - Дизайн для розбирання (DfD): будівлі, спроєктовані для легкого розбирання, зберігають більшу цінність наприкінці свого терміну служби, оскільки компоненти можливо легко демонтувати та повторно використовувати, зменшуючи потребу в нових матеріалах, і пов’язаний з цим негативний вплив на довкілля.[119] DfD заохочує інновації в методах проєктування, що призводить до створення будівель, які є не тільки більш стійкими, але й адаптованими до використання в майбутньому, подовжуючи термін їх служби.[143][144]
  - Реверсивні (зворотні) будівельні методи: дозволяють легко видаляти та замінювати будівельні елементи, не завдаючи шкоди конструкції та довкіллю.[145][111][146]

- Повторне використання ресурсів: зменшує витрату ресурсів та мінімізує відходи.[147] Дві основні стратегії повторного використання матеріалів включають:

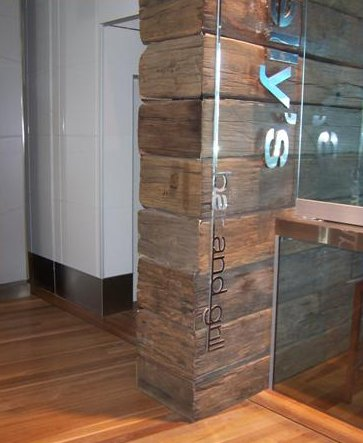
Повторне використання врятованої деревини

  - Повторне використання врятованої деревиниВрятовані та відновлені матеріали: використання врятованої деревини[148][149][150], конструкційної сталі[151], цегли[152] та інших відновлених матеріалів у будівництві.[153] Це дає значні переваги в екологічному, економічному та соціальному аспектах, оскільки використання таких матеріалів зменшує кількість відходів на звалищах, мінімізує забруднення, зменшує викиди CO2 від транспорту та виробництва, сприяє економічному зростанню, зберігає землю для розвитку, пом’якшує ризики для екосистем і здоров’я людини від токсичних речовин і забрудненого повітря зі звалищ, і, зрештою, сприяє сталому розвитку та управлінню ресурсами.[154] Наприклад, екоактивісти першого в Україні проєкту «Циркулярне будівництво на практиці» втілюють у життя принципи циркулярного будівництва задля відновлення житла з матеріалів (цегла, деревина), вилучених із будівель, зруйнованих внаслідок вторгнення. Станом на кінець 2023 року, проєкт представлений двома майданчиками на Харківщині – «Zero Waste Yard» та «Circular Construction Yard» («CC Yard»).[155]
  - Адаптивне повторне використання будівель: перепрофілювання існуючих будівель або споруд для нових цілей.[156][157] Наприклад, реконструкція та адаптоване повторне використання недостатньо використовуваних або занедбаних будівель може оживити околиці, одночасно досягаючи екологічних переваг[158] та зберегти втілену в будівництво енергію[159]. Будинки культурної спадщини займають унікальну нішу в міському ландшафті. Окрім житла, вони втілюють місцеві культурні та історичні особливості, які визначають спільноти. Таким чином, подовження терміну експлуатації має численні переваги, які виходять за межі самого проєкту на навколишню територію, сприяючи економічному та соціальному розвитку.[160][161]

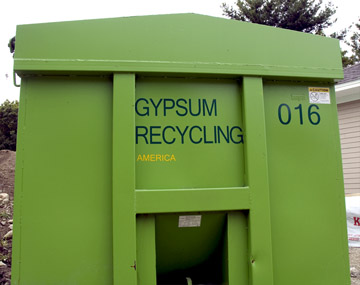
Контейнер для сортування відходів на будівельному майданчику

- Контейнер для сортування відходів на будівельному майданчикуПереробка будівельних відходів: переробка будівельного сміття та відновлення цінних матеріалів відіграють вирішальну роль у замиканні циклу ресурсів у циркулярному будівництві.[162] Будівельні відходи та відходи знесення можуть бути повторно використані або перероблені.[163][164][165] Теоретично, можливо використовувати все будівельне сміття, але за умови його сортування.[163] Наприклад, навіть пошкоджені бетон, керамічна плитка та цегла подрібнюються і додаються в нові будівельні компоненти[166], або використовуються як цінні продукти в інших секторах циркулярної економіки[167][168][169]. Ефективне управління відходами допомагає зменшити кількість небезпечних відходів на звалищах та викидів CO2, мінімізувати витрати, пов’язані з будівництвом проєкту, та отримати додаткову цінність і нові робочі місця.[170][171] Переробка великої кількості будівельних відходів включає ретельну оцінку типів і кількості відходів, щоб зрозуміти склад і потенційні можливості переробки, та розробку стратегічного плану управління та переробки відходів, враховуючи такі фактори, як інфраструктура, логістика, ринковий попит на перероблені матеріали, екологічність[172] та нормативні вимоги.[173][174][175] Основними стимуляторами та викликами впровадження переробки будівельного сміття є політика та управління, дозволи та специфікації, технологічні обмеження, якість та продуктивність, знання та інформація, та, нарешті, фінансування, пов’язане з впровадженням моделі циркулярної економіки. З точки зору підрядників та малого бізнесу, демонтаж будівельних відходів, сегрегація та сортування на місці, транспортування, логістика та локальні процеси відновлення є основними викликами для впровадження переробки на початковому етапі.[171][165] Технології переробки будівельних відходів включають:
  - Засоби переробки матеріалів на місці: створення на будівельних майданчиках об’єктів для сортування, подрібнення та переробки будівельного сміття.[176][177][175]Мобільна дробарка бетону (синя)

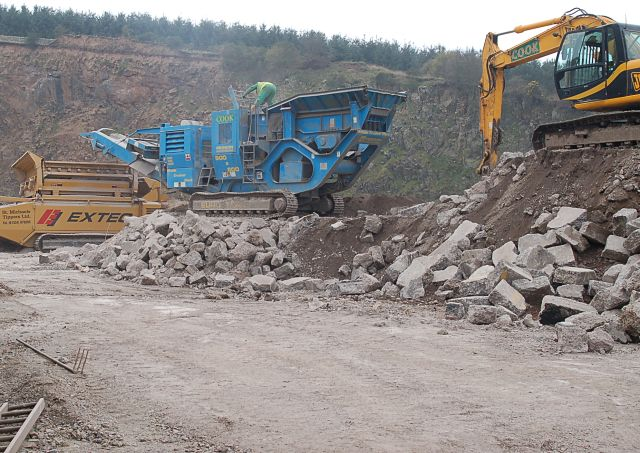
Мобільна дробарка бетону (синя)

  - Сортування: цей крок має вирішальне значення для максимального відновлення вторинної сировини та мінімізації забруднення, і включає ефективні системи відокремлення та сортування відходів на різні типи, такі як бетон, деревина, метал, пластик, гіпсокартон, скло та інші матеріали. Для цього деякі компанії надають великі контейнери для накопичення будівельного сміття окремо за видами.[163] Досліджується та практикується використання технологій автоматизованого сортування, з використанням таких технологій, як оптичне сортування та магнітне розділення, для відновлення цінних матеріалів із потоків будівельного сміття.[178][179][180] Особливо перспективними є системи, які об’єднують мультисенсорний аналіз, машинне навчання та робототехніку, задля постійного навчання та адаптації до нових потоків відходів і матеріалів.[181]
  - Відходи бетону, цегли та кам’яної кладки, включаючи битий бетон та щебінь від знесених конструкцій, переробляють за допомогою таких методів, як дроблення та просіювання, які перетворюють ці відходи на заповнювачі бетону для використання в нових будівельних проєктах[182][183], будівництві доріг[184][185][186], тротуарів[187][188] та водостоків[189]. Окрім того, інші відходи (зола-винесення, вугільна зола, шини, сталевий шлак, скло, кераміка, пластик) також використовуються як заповнювачі бетону.[190][191]Завод з переробки бетону

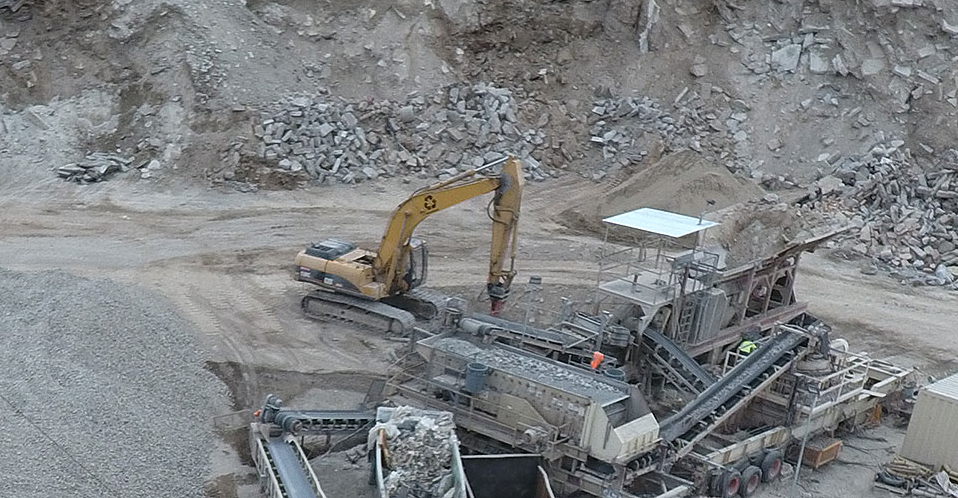
Завод з переробки бетону

  - Відходи деревинних матеріалів, що включають габаритні пиломатеріали, фанеру, палети та іншу деревину, за можливості повторно використовують, або переробляють за допомогою дроблення і подрібнення для виробництва деревної стружки чи мульчі, чи, за допомогою виробництва деревини, переробляють на цінні продукти, такі як композитний брус, ДСП, дерево-полімерні композити тощо.[192][193] Якщо відходи деревини не підлягають переробці[en], вони перетворюються на енергію чи біопаливо[194][195], за допомогою термохімічних технологій (піроліз, газифікація, спалювання), біохімічних (карбонізація), фізико-хімічних тощо.[196] Інновації в переробці відходів деревини включають каскадування переробки, коли з маси відходів поетапно виробляються різні цінні продукти; інноваційні автоматизовані методи сортування; фізико-хімічні процеси для очищення залишків клею з поверхні деревини; і процеси біоремедіації для очищення небезпечної деревини, забрудненої важкими металами або креозотом.[197][198] Комбіновані системи переробки деревини одночасно виробляють і теплову енергію, і цінні продукти, такі як біочар, біогаз, активоване вугілля.[199]Переробка відходів деревини

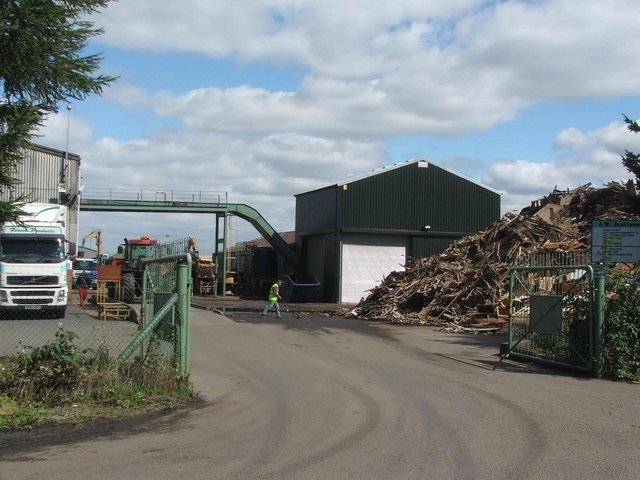
Переробка відходів деревини

  - Металеві конструкції, за можливості, повторно використовуються[151], або переробляються. Переробка металів, таких як брухт конструкційної сталі, чорних і кольорових металів, що використовуються в будівництві, відбувається за допомогою сортування, подрібнення та плавлення, що дозволяє видобувати цінні метали для повторного використання у виробництві та будівництві.
  - Відходи гіпсокартону утворюють на звалищах сірководень, токсичний газ з неприємним запахом, тоді як спалювання цих відходів призводить до викиду в атмосферу діоксиду сірки, який сприяє утворенню кислотних дощів. Тому переробка гіпсокартону є важливою, і було виявлено багато потенційних кінцевих ринків для переробленого гіпсокартону.[200] Наприклад, панелі з гіпсокартону, облицювання та залишки швів, переробляють за допомогою таких методів, як переробка гіпсу[en], коли гіпс відокремлюють від облицювального паперу та переробляють на нові гіпсові вироби[201], які, в деяких випадках, навіть кращі за первинні[202]. Також, відходи гіпсу можуть поєднуватись з полікарбонатними відходами пластику для створення сухих будівельних сумішей із покращеними, порівняно зі стандартними, властивостями.[203] Крім того, застосування відходів гіпсокартону в якості наповнювача для компостування є ще одним із ринків збуту, і ця технологія також може сприяти покращенню вмісту кальцію та сірки в ґрунті.[200] Високоефективною є система автоматичного сортування відходів гіпсокартону на основі гіперспектрального аналізу.[204] Використання переробленого гіпсу є екологічно вигіднішим порівняно з використанням природного гіпсу.[205] Більше половини критичних стимуляторів галузі переробки гіпсу належать до сфери політики, що вказує на актуальність регуляторних та економічних інструментів для сприяння циркулярній економіці гіпсу.[206]
  - Відходи асфальту, включно з видаленим асфальтним покриттям і асфальтовою черепицею, можуть бути перероблені за допомогою таких процесів, як переробка гарячої суміші на місці, коли відходи асфальту поєднуються з новою асфальтовою сумішшю[207]; та методом переробки холодної суміші, коли асфальтне покриття фрезерується та обробляється на місці для повторного використання в будівництві доріг.[208][209] Наприклад, переробка методом гарячої асфальтобетонної суміші показала себе ефективною для в’яжучого шару асфальту, а холодна асфальтобетонна суміш – для основного шару.[210][208] Крім того, широкий спектр будівельних відходів (бетон[209][211], пластик[191], гума шин[212] та інші[213]) використовується в якості наповнювачів для асфальту, за принципами циркулярної економіки.Переробка асфальту методом гарячої суміші

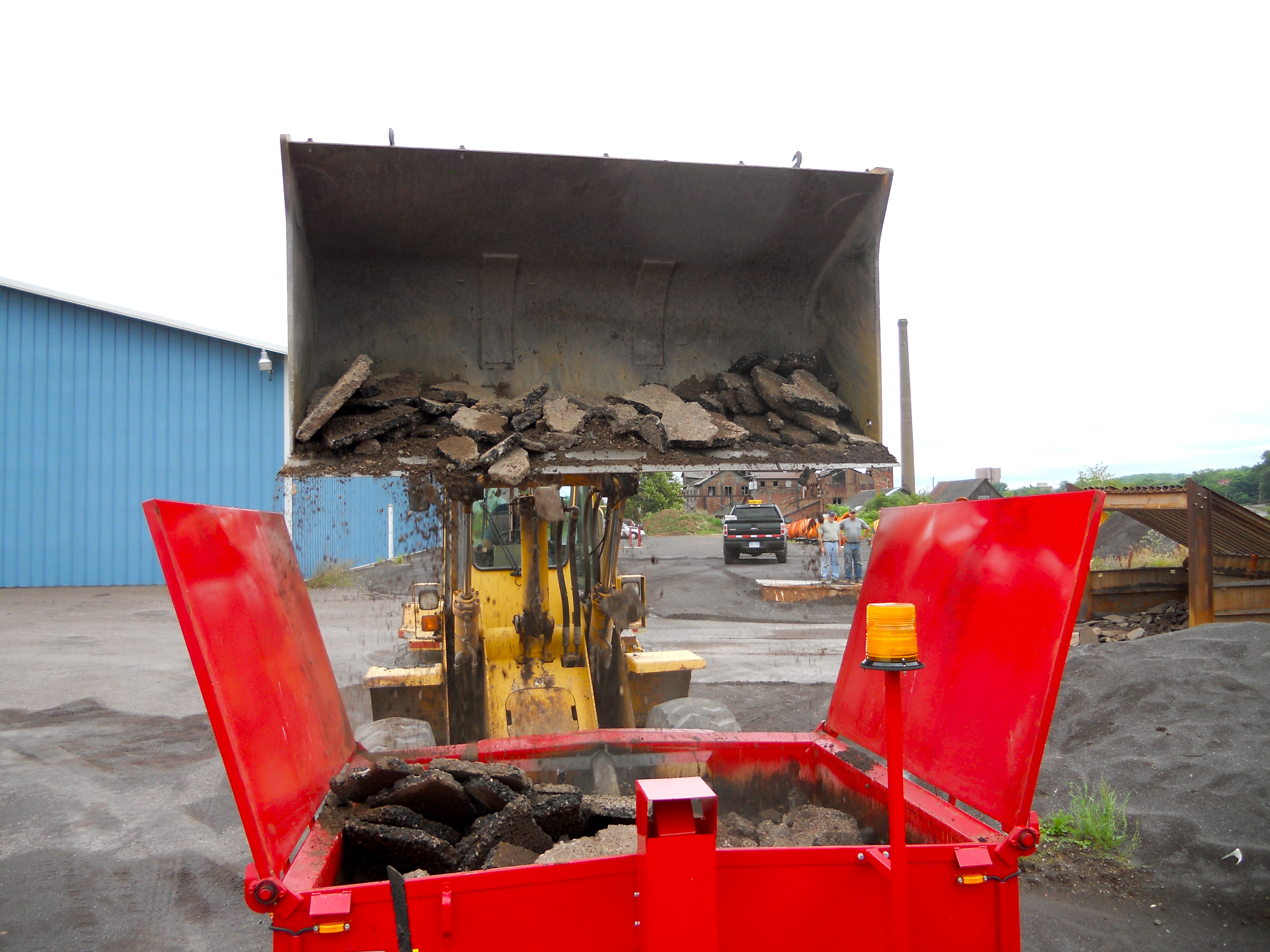
Переробка асфальту методом гарячої суміші

  - Пластикові відходи, включаючи пакувальні пластики, ПВХ та ізоляційні матеріали, що використовуються в будівництві, переробляються за допомогою таких методів, як механічна переробка, коли пластик сортується, очищається, подрібнюється та/або розплавляється, задля отримання пластикових гранул для виробництва нових пластикових виробів; хімічна переробка, коли пластмаси хімічно розщеплюються на молекулярні компоненти для використання у виробництві нових пластмас або інших матеріалів; чи за допомогою термічних та термо-хімічних методів в широкий спектр продуктів (паливо, смоли, хімікати).[214] (див. Переробка пластику)
  - Інші різноманітні відходи, включаючи скло, ізоляційні матеріали, покрівельні матеріали та небезпечні речовини, переробляють за допомогою різноманітних методів і технік, адаптованих до конкретних властивостей матеріалу та екологічних міркувань. Наприклад переробка скла, передбачає як традиційне сортування за кольором, задля розплавлення і використання в нових скляних виробах, так і переробку скла за принципами циркулярного будівництва – існує, щонайменше, сім можливих сфер застосування скляних відходів у будівельній галузі: бетонні вироби, гіпсоцементні композити, асфальтове або бетонне покриття, геополімерні розчини, піносклокераміка, склокераміка та зміцнення/стабілізація ґрунтової основи.[215][216][217]

- Ефективність використання ресурсів: оптимізація використання ресурсів і мінімізація відходів є фундаментальними принципами циркулярної економіки.[218]
  - Оптимізація дизайну: використання інструментів параметричного проєктування[en] та методів цифрового моделювання для оптимізації конструкцій та дизайну будівель з точки зору ефективності використання матеріалів і продуктивності праці.[219][220]
  - Зменшення відходів: впровадження методів будівництва, які зводять до мінімуму утворення відходів, наприклад методів ощадливого будівництва[en][221][222] та доставки «точно вчасно»[223][224].

- Довговічність: проєктування будівель та інфраструктури для довговічності допомагає звести до мінімуму потребу в частому обслуговуванні та заміні. Це включає використання передових технологій проєктування, якісних матеріалів, регулярне технічне обслуговування та довговічні будівельні матеріали та методи[225]:
  - Довговічні будівельні матеріали: включення високоміцних композитних матеріалів, таких як фібробетон (FRC)[226][227], вуглепластик (CFRP)[228], армовані волокном полімери (FRP)[229][230] та інші, у структурні елементи для підвищення їх довговічності та стійкості до корозії, зменшуючи потребу в частому обслуговуванні та заміні.
    - Довговічні бетони: самовідновлювальний бетон[en] є одним з найперспективніших видів бетону. Існує багато рішень для покращення аутогенного загоєння тріщин, шляхом додавання домішок, таких як мінеральні домішки, кристалічні домішки та суперабсорбуючі полімери.[231][232] Крім того, бетон можливо модифікувати для вбудованих автономних методів самовідновлення: самовідновлення на основі капсул, судинне самовідновлення та мікробне самовідновлення є найпоширенішими видами технологій самовідновлення бетону, серед інших.[233][234][235] Ще стародавні римляни використовували тип вапняного розчину, який, як було встановлено, самовідновлювався. Кристали стратлінгіту утворюються вздовж міжфазних зон римського бетону, зв’язуючи заповнювач і розчин разом; і цей процес триває навіть через 2000 років, що було відкрито у 2014 році.[236] Окрім самовідновлювального бетону, використовують ще багато інноваційних видів бетону для збільшення довговічності споруд: високоміцний бетон (HSC), бетон надвисоких характеристик (UHPC), високодовговічний бетон (HDC), геополімерний бетон з додаванням наноматеріалів, та інші види.[237][238]
    - Інші самовідновлювальні матеріали[en]: все частіше використовуються в будівництві для підвищення довговічності та зменшення потреб у обслуговуванні, кожен з яких пропонує унікальні переваги для різних будівельних застосувань. Самовідновлювальний асфальт здатен відновлювати тріщини, спричинені пошкодженнями або віком.[239][240][241] Різноманітні самовідновлювальні покриття захищають поверхні від корозії, стирання та інших форм пошкодження.[242][243][244][245] Самовідновлювальні полімери[246][247] та композити[248][249] можуть відновлювати пошкодження, викликані механічним впливом, сприяючи підвищенню стійкості та довговічності будівельних матеріалів і конструкцій.
    - Нанотехнології та наноматеріали: відіграють важливу роль у підвищенні міцності та довговічності будівельних матеріалів і конструкцій. Наночастинки вводяться в бетон, асфальт, цеглу, деревину, сталь для підвищення міцності та довговічності, що робить їх дуже перспективним матеріалом у промисловості будівельних матеріалів[250]; але виробництво та використання наночастинок вимагає нагляду та регулювання перед широким впровадженням, щоб уникнути будь-яких шкідливих наслідків для здоров'я, тому що деякі з них можуть, в деяких випадках, нести шкоду, при неконтрольованому використанні.[251][252] Нанопокриття, включаючи гідрофобні, вогнетривкі, самоочисні, енергоефективні, самовідновлювальні та інші, захищають поверхні будівель від пошкоджень, корозії та сприяють збереженню енергії.[253] Гідроізоляційні рішення використовують наночастинки в порах будівельних матеріалів, таких як бетон та покриття, утворюючи захисний бар’єр, який запобігає проникненню води.[254][255] Наноізоляційні матеріали (NIM), такі як аерогелі, піни і вакуумні ізоляційні панелі[en], показують високу ефективність у термоізоляції[256]; тоді як аерогелі та піни на основі наноцелюлози[en], що виробляється в циркулярній біоекономіці, мають значно кращі властивості, ніж пінополістирол, поліуретанові піни та скловата.[257]

  - Будівельні методи та технології: які підвищують структурну цілісність і довговічність, наприклад, глибокий фундамент[en][258][259], попередньо напружений залізобетон[260][261], конструкції з композитної деревини, що проявляє високу міцність[262][263], вогнетриви та технології покращення вогнетривкості, та інші[264].

- Стійкі будівельні матеріали: з низьким впливом на довкілля є одним з основних принципів циркулярного будівництва.[265] Стійкість матеріалів оцінюється за соціальними, економічними та екологічними факторами[266] (див. також Стійка архітектура, Сталий дизайн, Стабільне місто). Стійкі будівельні матеріали включають:Блоки конопляного бетону з відходів конопліЗелена стіна в Мехіко

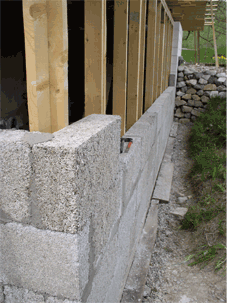
Блоки конопляного бетону з відходів коноплі

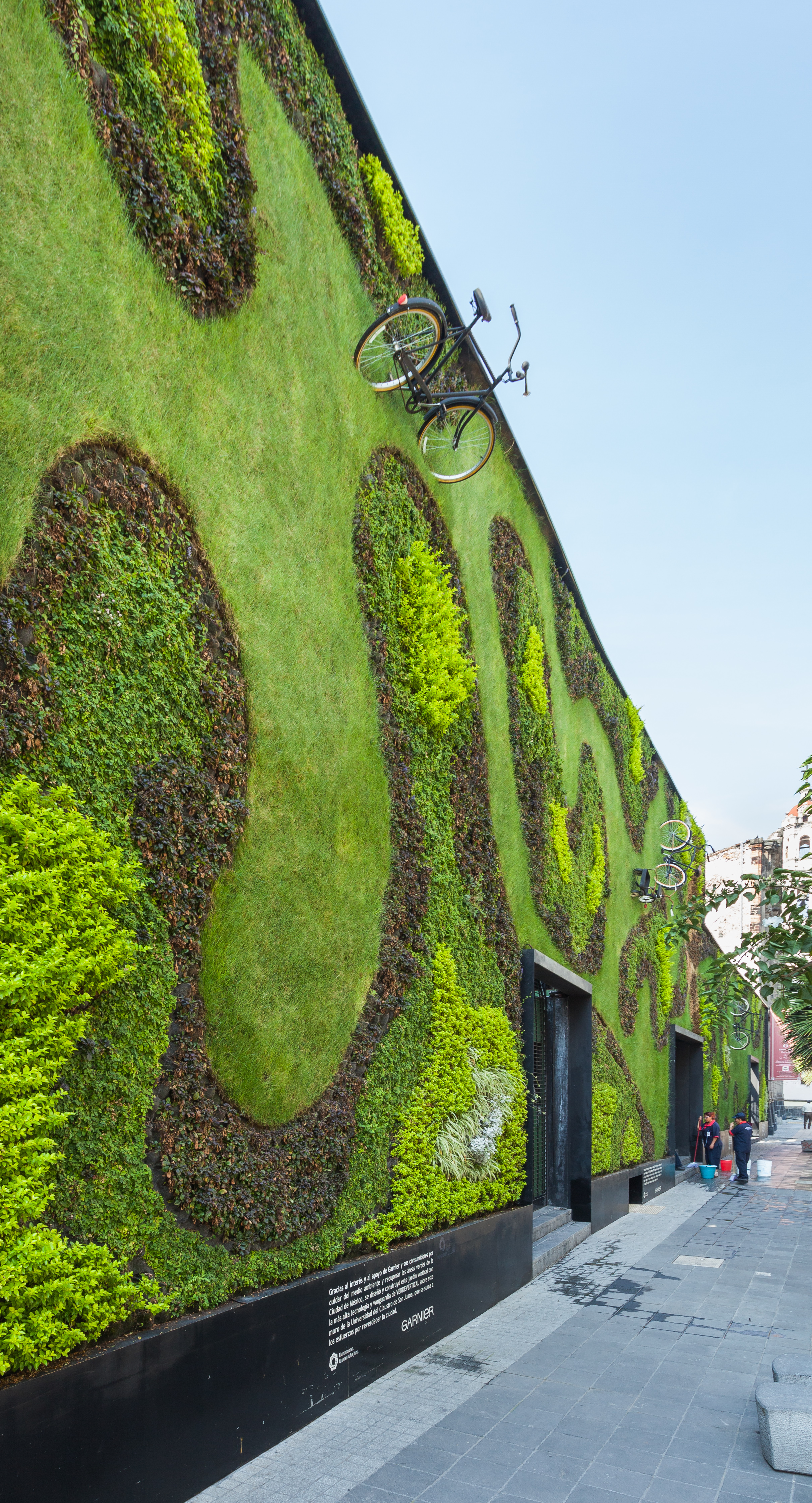
Зелена стіна в Мехіко

  - Перероблені матеріали: ключові в циркулярному будівництві та циркулярній економіці загалом, завдяки їх циркулярній природі, зменшеному впливу на довкілля та економічній вигоді та, в деяких випадках, унікальних властивостях перероблених матеріалів.[267][268] Прикладами є заповнювачі бетону з будівельних та інших відходів[267], армований переробленим сталевим волокном бетон[269], перероблений пластик та біопластик, відновлена деревина тощо.
  - Біологічні матеріали: відновлювані і біологічно розкладні матеріали, частина з яких виробляються з відходів сільського господарства в біоекономіці, сприяючи міжгалузевій співпраці та циркулярній економіці.[265]
    - Конопляний бетон (костробетон, конопляний цемент[270]) — це різновид рослинного бетону[271], що складається з суміші конопляних волокон (костриці), вапна та води, який використовують як стійку альтернативу бетону. Він має чудові термо- та звукоізоляційні властивості, є легким, вогнетривким (в залежності від пропорцій) та поглинає вуглекислий газ під час процесу твердіння (реагуючи з CO2 повітря в процесі карбонізації), на додачу до вуглецю, який накопичується в целюлозі волокон в процесі росту коноплі, що загалом робить його унікальним вуглецево-негативним будівельним матеріалом в циркулярній економіці.[272][273] Окрім бетону, з костриці виробляють плити та цеглу.[270]
    - Матеріали на основі міцелію: легкі матеріали, придатні для ізоляції, пакування та навіть структурних компонентів. Перспективні як тепло- та звукоізоляційна піна. Мають низьку щільність і теплопровідність, високе звукопоглинання і пожежобезпечність. Можуть замінити пінопласт, дерев’яну та пластикову ізоляцію, дверні серцевини, панелі, компоненти підлоги та меблів.[274] Поєднуються з іншими сільськогосподарськими та промисловими відходами для створення композитних матеріалів.[275]
    - Відходи виробництва цукрової тростини, зернових культур та інші сільськогосподарські відходи, та їх комбінації, використовуються на фермах для виготовлення цегли, панелей, будівельних розчинів тощо.[276]

  - Зелені стіни та озеленення дахів: пропонують переваги для навколишнього середовища, такі як поглинання вуглецю, покращення якості повітря, зменшення шуму та управління зливовими водами, а також забезпечують економічні переваги завдяки енергоефективності  – теплоізоляція в холодні пори року та охолодженню повітря влітку. Крім того, вони покращують соціальний добробут та психічне здоров'я, та сприяють біорізноманіттю в міському середовищі.[277][278] Міські сільськогосподарські ініціативи, такі як громадські сади та ферми на дахах, сприяють місцевому виробництву продуктів харчування та зміцнюють зв’язки в громадах. Вертикальні ферми[279] та міське сільське господарство[280] використовують гідропоніку[281][282] або аеропоніку[283], максимізуючи простір і мінімізуючи споживання води.[284]
  - Альтернативи цементу з низьким вмістом вуглецю: виробництво бетону на основі портландцементу є значним джерелом викидів CO2 в атмосферу, на які припадає 5-8% світових викидів.[285] Такі матеріали, як шлак, метакаолін, кальцинована глина та вапняк, можуть замінити клінкер, зменшуючи викиди CO2 при виробництві цементу.[286] Заповнювачі з різноманітних перероблених відходів також сприяють зменшенню викидів вуглецю, приблизно на 20%.[287] Біобетон, який використовує осадження карбонату кальцію, викликане мікроорганізмами (MICP), пропонує CO2-негативну альтернативу шляхом поглинання вуглецю в карбонатних сполуках.[285]

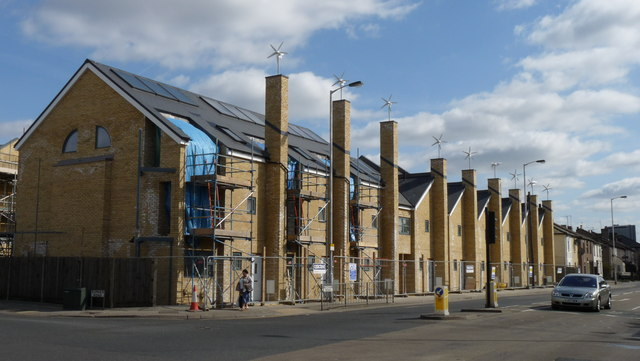
Комбінація сонячних панелей та вітрових турбін на даху будинку

- Комбінація сонячних панелей та вітрових турбін на даху будинкуЕнергоефективність: відіграє важливу роль у циркулярному будівництві. Це включає енергозбереження для опалення, кондиціонування, освітлення та інших цілей; а також використання відновлюваних джерел енергії, що є основним підходом циркулярної економіки[288]. На будівлі припадає 40% світового споживання енергії.[289] Завдяки інтеграції принципів енергоефективних проєктування, матеріалів і технологій у практику циркулярного будівництва, можливо збільшити прибутки, знизити експлуатаційні витрати, скоротити викиди парникових газів і сприяти цілям сталого розвитку. Енергоефективні технології та практики включають:
  - Стратегії пасивного дизайну: правильна орієнтація будівлі, оптимізоване розміщення вікон, природне освітлення, пасивна вентиляція[en] та ефективна ізоляція, задля зменшення потреби в нагріванні та охолодженні.
  - Високоефективні ізоляційні конструкції: аерогелі та вакуумні ізоляційні панелі, для мінімізації передачі тепла через стіни, дахи та підлоги, тим самим зменшуючи споживання енергії будівлею.[290]Вітрова турбіна Quietrevolution на світлодіоідному ліхтарі поблизу Олімпійського стадіону (Лондон)

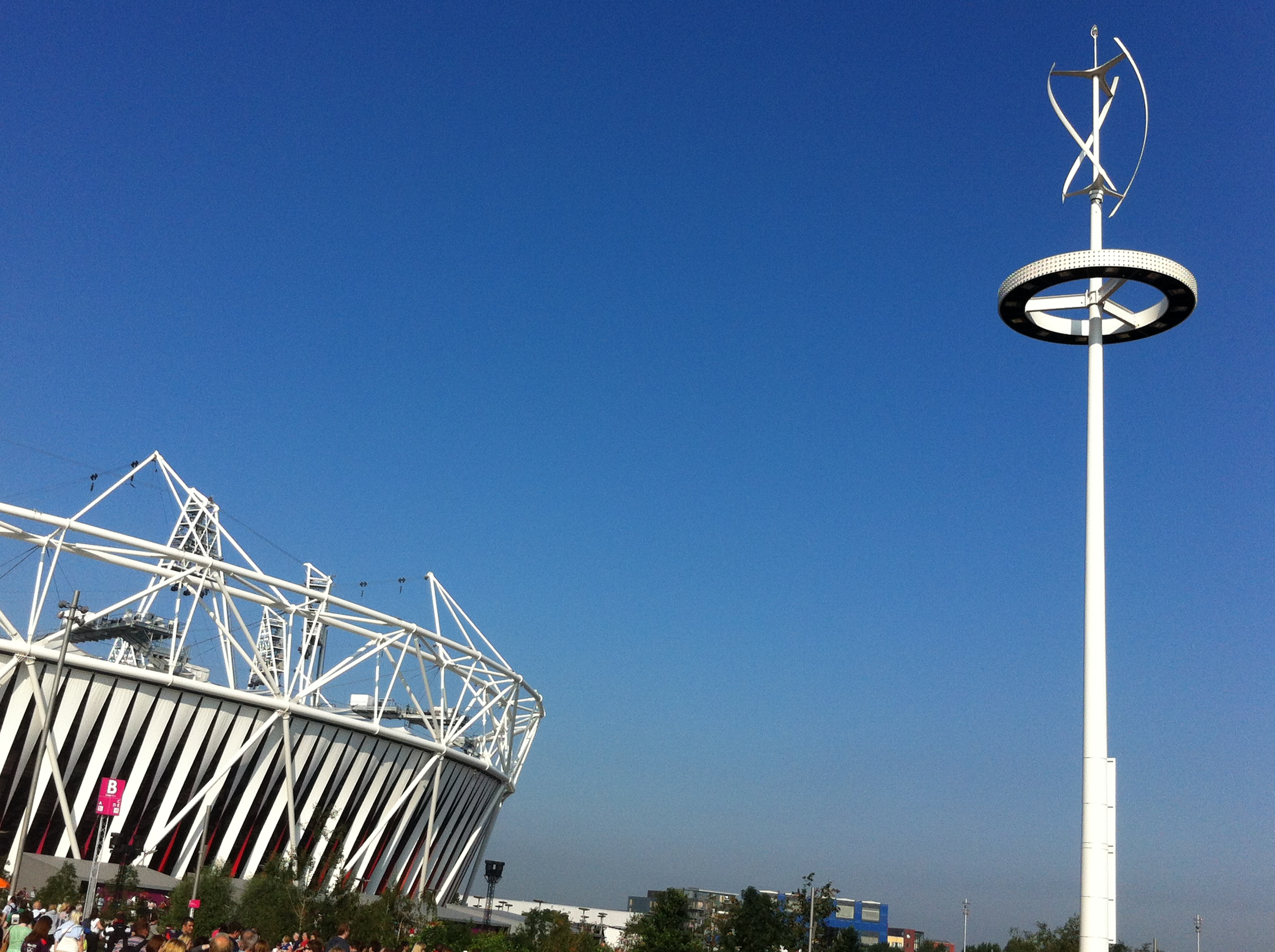
Вітрова турбіна Quietrevolution на світлодіоідному ліхтарі поблизу Олімпійського стадіону (Лондон)

  - Енергоефективні системи опалення, вентиляції та кондиціонування повітря (HVAC): такі як теплові насоси, системи водяного опалення, повітряне опалення, променеве опалення та охолодження[en], системи енергоменеджменту, та інші, щоб забезпечити тепловий комфорт з мінімальним споживанням енергії.[290][291] Системи штучного інтелекту використовуються для прогнозування, оптимізації, контролю та діагностики систем опалення, вентиляції та кондиціонування.[292][293][294]
  - Передові технології освітлення: світлодіодні лампи та стрічки, системи збору денного світла[en] та датчики присутності[en], щоб мінімізувати споживання електроенергії, забезпечуючи достатній рівень освітлення.[295][296]
  - Інтеграція відновлюваної енергетики: сонячні панелі та сонячна черепиця, вітрові турбіни (горизонтальні, вертикальні та інші[en])[297][298][299], гідроенергетика (мікро гідро[en][300][301], піко гідро[en][302][303]), геотермальна енергія[304][305], енергія біомаси[306][307], та їх комбінації[308][309][310], щоб задовольнити енергетичні потреби будівлі чи інфраструктури. Системи накопичення енергії допомагають зберігати надлишкову енергію, вироблену з відновлюваних джерел, для подальшого використання та перенаправлення надлишку до мережі, підвищуючи енергостійкість і зменшуючи пікове споживання з мережі.[311][289]
  - Автоматизація розумних будівель: системи управління, які використовують датчики та алгоритми для оптимізації споживання енергії, регулюючи освітлення, опалення та охолодження на основі наявності та кількості людей, зовнішніх погодних умов і тарифів на електроенергію.[312][313]
  - Розумні матеріали: є експериментальними перспективними матеріалами для циркулярного будівництва. Наприклад, термоелектричні матеріали[en], засновані на термоелектричному ефекті, можуть генерувати енергію від різниці температур, що може знайти застосування в ізоляційних матеріалах та мікроелектроніці.[314] Фотохромні матеріали, які здатні змінювати колір в залежності від освітлення, досліджуються для використання у вікнах та будівельних композитах.[315] Самовідновлювальні матеріали, такі як бетон, асфальт, покриття, полімери та композити були детально описані раніше.

## Переваги циркулярної економіки
Прийняття принципів циркулярної економіки пропонує багато переваг, які виходять за межі збереження довкілля, торкаючись економічних, соціальних і технологічних аспектів. Впровадження принципів циркулярної економіки пропонує цілісний підхід до вирішення екологічних проблем, одночасно сприяючи економічному зростанню, інноваціям і добробуту суспільства.

### Зменшення виснаження ресурсів
Стратегії циркулярної економіки спрямовані на зменшення видобутку обмежених ресурсів за рахунок максимального використання існуючих матеріалів. Завдяки подовженню життєвого циклу продукту, повторному використанню компонентів і переробці матеріалів зменшується тиск на запаси ресурсів. Це сприяє збереженню природних екосистем, зменшенню руйнування середовища проживання та мінімізації екологічного впливу видобутку ресурсів.

### Мінімізація відходів і забруднення

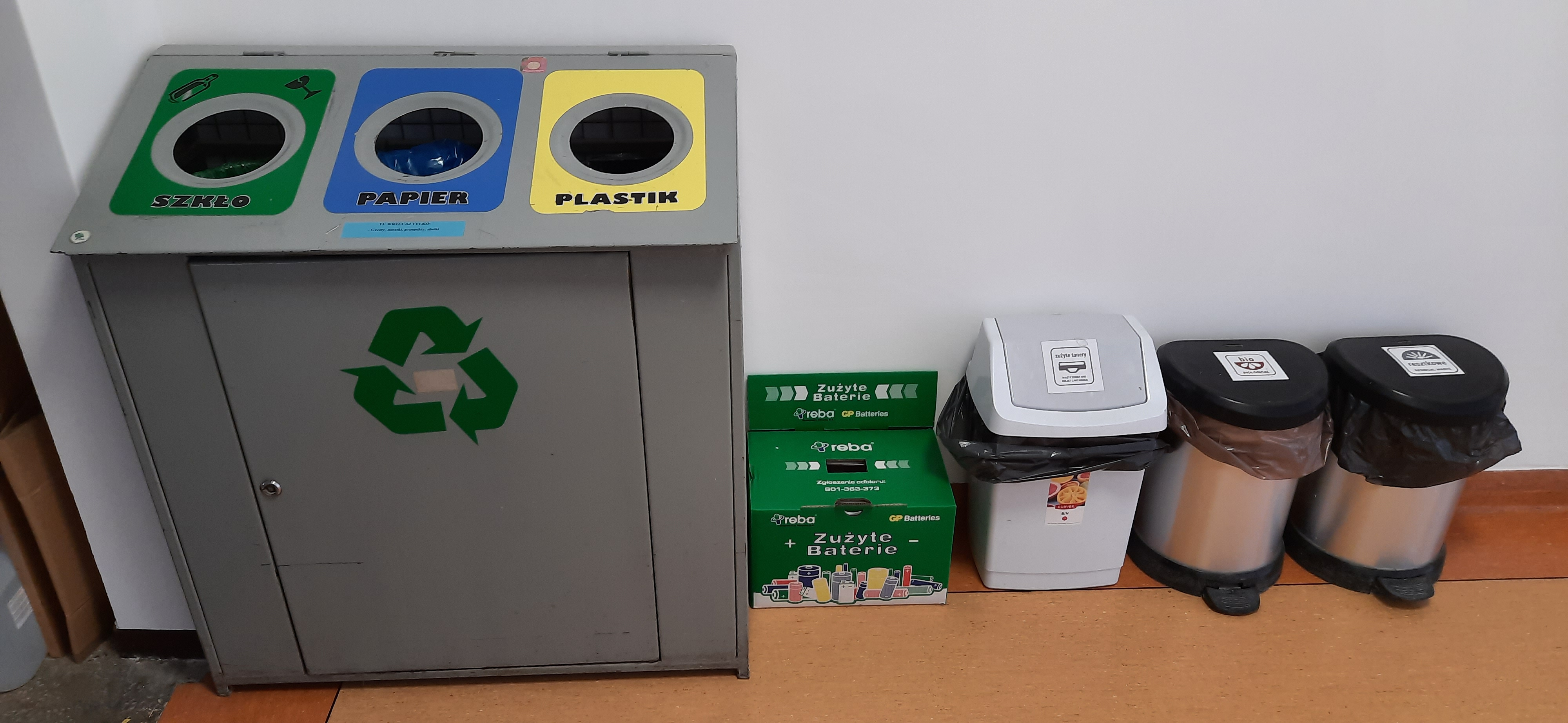
Контейнери для розділених відходів у Гданському технологічному університеті. Зелений: скло, синій: макулатура, жовтий: пластик і метал, зелений: акумулятори, сірий: тонери та чорнила для принтерів, коричневий: біорозкладані відходи, чорний: залишкове сміття.

Практики економіки замкненого циклу надають пріоритет скороченню відходів і мінімізації забруднення. Завдяки просуванню таких стратегій, як ремонт продукції, повторне виробництво та переробка, кількість відходів, які вирушають на звалища та сміттєспалювальні заводи, значно зменшується. Це зменшує небезпеку для довкілля та здоров'я, пов'язану з неправильною утилізацією відходів, і зменшує викид шкідливих забруднюючих речовин у повітря, воду та ґрунт.

### Економічна стійкість і створення робочих місць
Практики циркулярної економіки сприяють економічній стійкості шляхом диверсифікації потоків доходів і зменшення залежності від нестабільних товарних ринків. Акцент на ремонті, переробці та реконструкції створює можливості для кваліфікованих робочих місць. Крім того, циркулярна економіка може призвести до зростання нових галузей, пов’язаних із технологіями переробки, екологічним дизайном і відновленням матеріалів.

### Інновації та технологічні досягнення
Циркулярна економіка стимулює інновації, вимагаючи розробки нових технологій і бізнес-моделей. Компанії створюють продукти, які є міцнішими, легко піддаються ремонту та адаптуються до мінливих вимог споживачів. Це стимулює інновації в таких сферах, як матеріалознавство, проєктування та розбирання, та цифрові технології, які забезпечують ефективне відстеження ресурсів.

### Пом'якшення зміни клімату
Стратегії циркулярної економіки сприяють пом’якшенню наслідків зміни клімату шляхом скорочення викидів парникових газів на різних етапах життєвого циклу продукту. Довший життєвий цикл продукції та скорочення виробництва нових товарів призводять до зниження викидів від виробництва. Переробка та повторне використання матеріалів ще більше знижує споживання енергії та викиди, пов’язані з видобутком і обробкою сировини.

## Стратегії впровадження
Успішне впровадження принципів циркулярної економіки вимагає продуманого планування, співпраці та інноваційних підходів, які підприємства, уряди та громади можуть використати для переходу до циркулярної економічної практики.

### Замкнені ланцюги постачання
Замкнутий ланцюг постачання зосереджується на збереженні продуктів і матеріалів у системі якомога довше. Це включає в себе розробку продуктів з урахуванням легкого розбирання, полегшення повернення використаних продуктів для відновлення або переробки та інтеграцію зворотної логістики для керування потоком матеріалів назад у виробничий цикл.

### Подовження терміну служби продукту
Подовження терміну служби продуктів є фундаментальною круговою стратегією. Підприємства можуть досягти цього, розробляючи продукти для довговічності, пропонуючи послуги з ремонту та надаючи запасні частини, щоб продовжити використання продукту. Також підприємства в циркулярній моделі уникають таких стратегій, як "заплановане моральне старіння", на користь створення продуктів, які можна використовувати якомога довше.

### Сервітизація та моделі продукту як послуги
Сервітизація передбачає перехід від продажу продуктів до пропозиції послуг або доступу до продуктів. Замість того, щоб купувати товари, клієнти платять за корисність або досвід, який вони надають. Цей підхід узгоджується з циркулярними принципами, заохочуючи довший життєвий цикл продукту, технічне обслуговування та відповідальність за утилізацію в кінці терміну служби.

### Платформи спільного споживання та обміну
Платформи спільного споживання дозволяють людям ділитися ресурсами, знижуючи загальний попит на нові продукти. Сервіси спільного використання автомобілів, коворкінги та бібліотеки інструментів є прикладами ініціатив, які сприяють ефективному використанню ресурсів через спільне володіння.

### Нормативно-правові та політичні основи
Уряди відіграють вирішальну роль у розвитку циркулярної економіки, впроваджуючи відповідні політики та правила. Це включає такі заходи, як розширена відповідальність виробника (EPR), цільові показники скорочення відходів і стимули для циркулярних бізнес-моделей. Нормативно-правова база може створити сприятливе середовище для процвітання циркулярних економічних практик.

### Державно-приватне партнерство
Співпраця між державним і приватним секторами має важливе значення для широкого впровадження практики циркулярної економіки. Державно-приватне партнерство може сприяти обміну знаннями, можливостям фінансування та спільним ініціативам, які сприяють циркулярності між галузями та секторами.

## Технологічні засоби

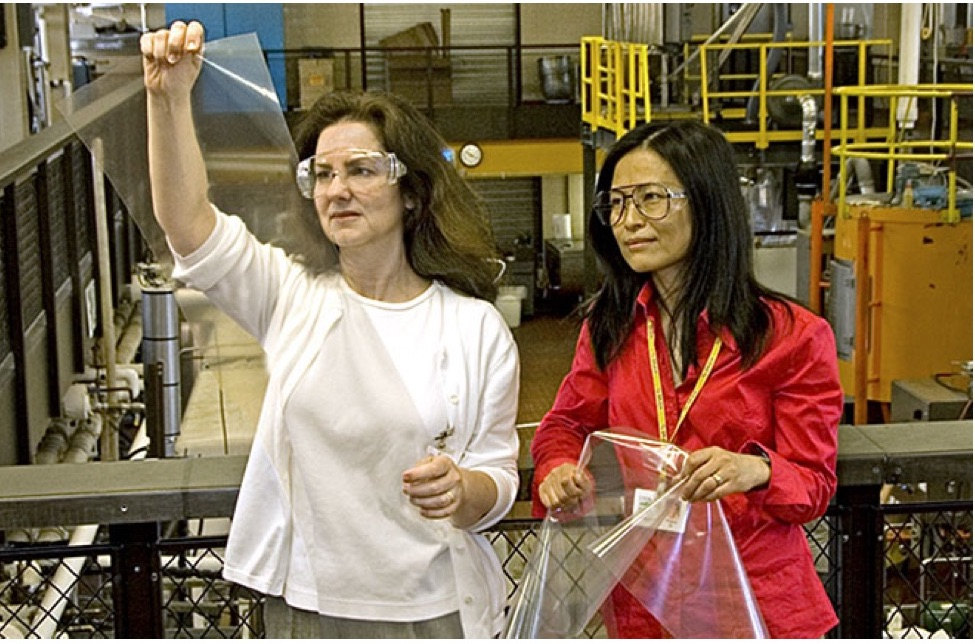
Розробка їстівної плівки з казеїну

На шляху до циркулярної економіки передові технології відіграють вирішальну роль у створенні інноваційних рішень, оптимізації процесів і полегшенні переходу до стійкіших моделей виробництва та споживання. Технологічні механізми дають змогу зацікавленим сторонам застосовувати принципи циркулярної економіки, надаючи інноваційні рішення, які оптимізують процеси, зменшують відходи та підвищують ефективність використання ресурсів. Ці технології сприяють переходу до стійкішої та більш регенеративної економічної моделі.

### Передові матеріали та матеріалознавство

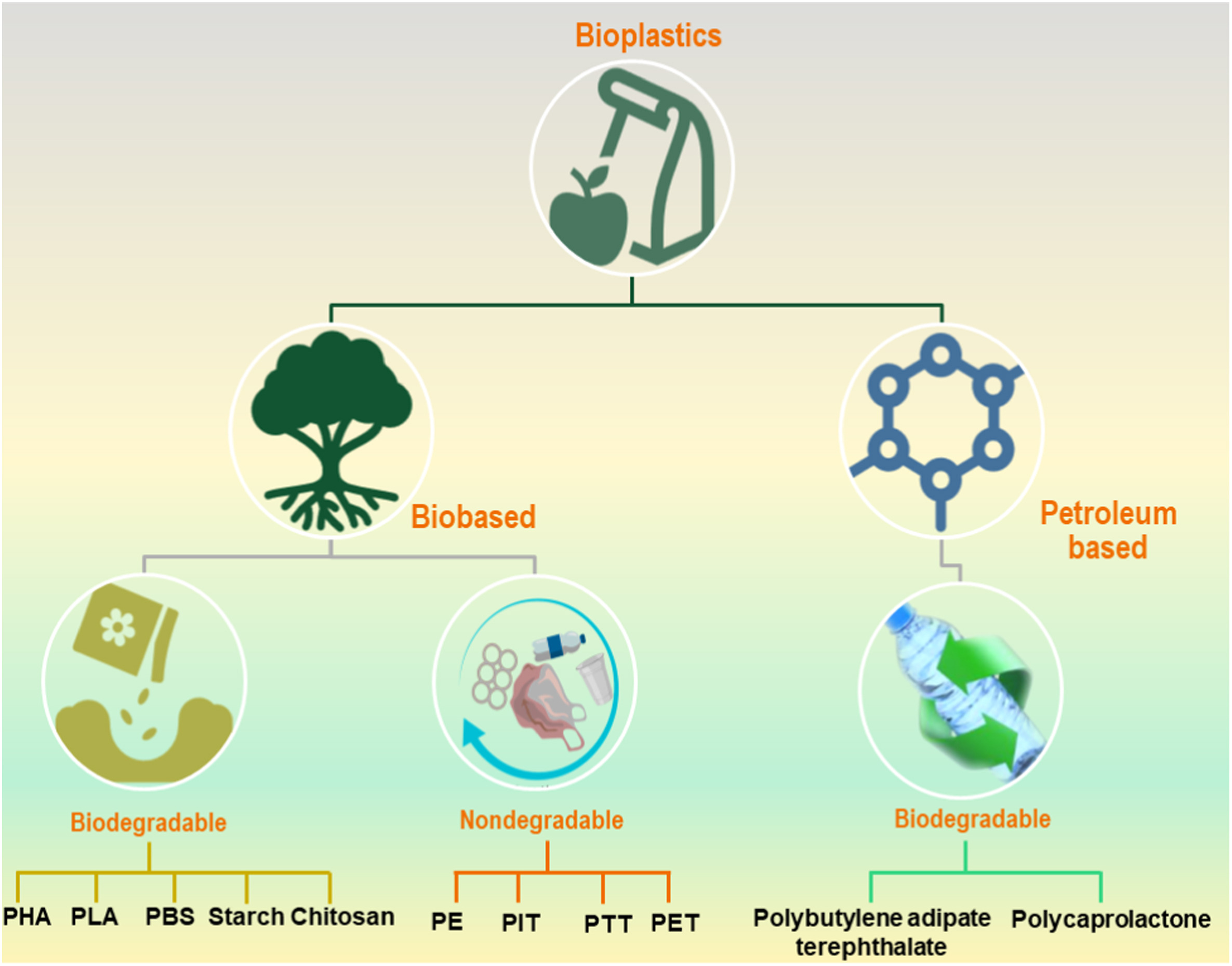
Класифікація біопластику.

Розробка та використання передових матеріалів є ключовими для стратегій циркулярної економіки. Довговічні, екологічно чисті матеріали, які підлягають повторній переробці, необхідні для створення продуктів із подовженим життєвим циклом. Інновації в матеріалознавстві, такі як біологічно розкладані матеріали, біополімери та розроблені з них композити та біопластик, сприяють створенню продуктів, які можна легко розібрати, повторно використати або переробити.

### Відновлювані джерела енергії та розумні мережі
Інтеграція відновлюваних джерел енергії та технологій розумних електромереж підвищує стійкість процесів циркулярної економіки. Відновлювані джерела енергії, такі як сонячна та вітрова, зменшують вплив виробничих процесів на довкілля. Розумні мережі забезпечують ефективне управління енергією, дозволяючи підприємствам оптимізувати споживання енергії та зменшити свій вуглецевий слід.

### Адитивне виробництво (3D-друк)
Адитивне виробництво, широко знане як 3D-друк, має значний потенціал для практики циркулярної економіки. 3D-друк дозволяє локалізувати виробництво на вимогу, зменшуючи потребу в централізованому виробництві та транспортуванні. Ця технологія полегшує створення індивідуальних продуктів, запасних частин і прототипів, мінімізуючи матеріальні відходи та споживання енергії.

### Штучний інтелект і аналіз великих даних

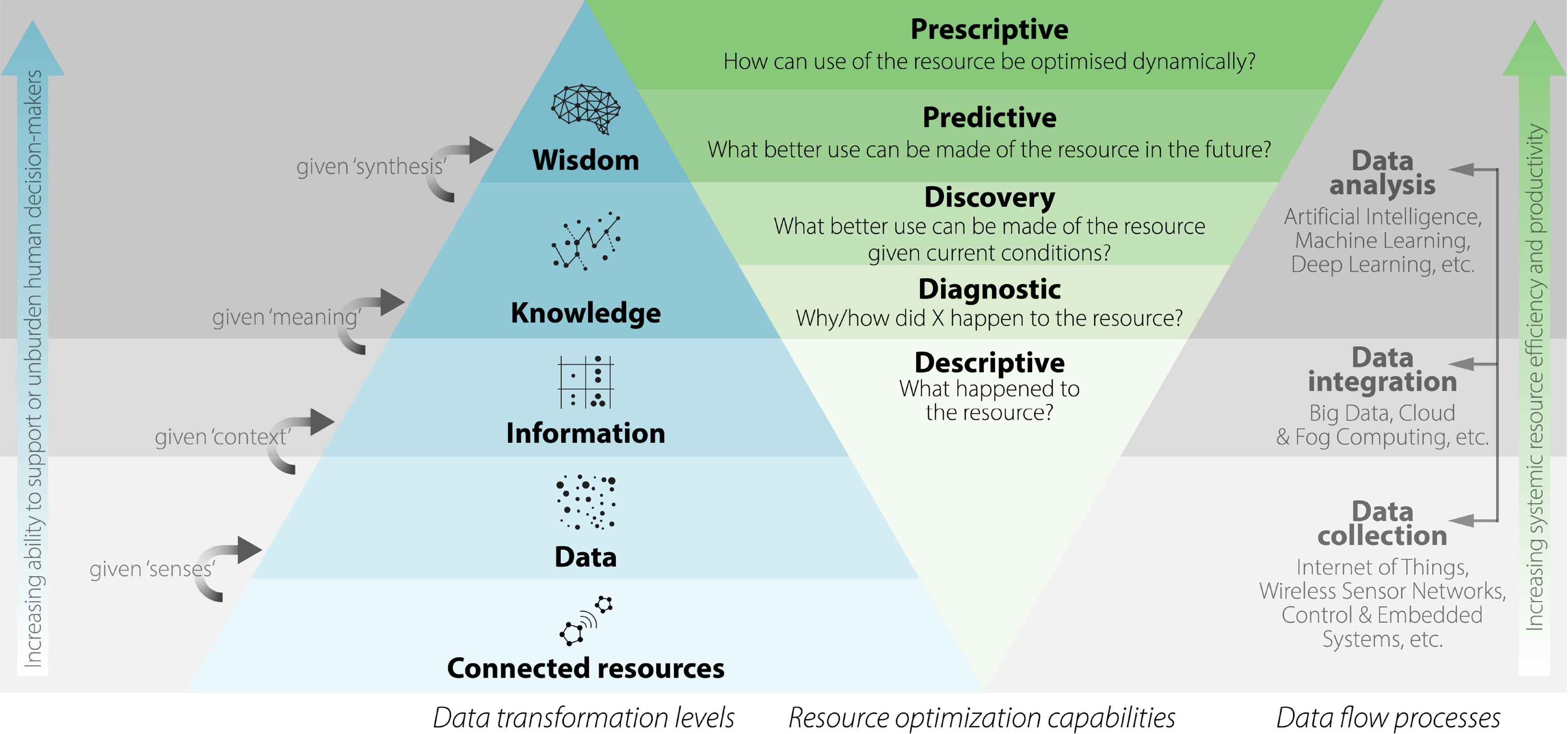
Дані в циркулярній економіці

Штучний інтелект і аналітика великих даних пропонують потужні інструменти для оптимізації практик циркулярної економіки. Алгоритми штучного інтелекту можуть аналізувати величезні масиви даних, щоб визначати закономірності, прогнозувати потреби в обслуговуванні та оптимізувати розподіл ресурсів. Аналітика великих даних дає змогу приймати обґрунтовані рішення, допомагаючи підприємствам визначати можливості для зменшення відходів, покращення дизайну продукції та підвищення ефективності ланцюга поставок.

### Технологія блокчейн для прозорості та довіри
Технологія блокчейн забезпечує безпечну та прозору платформу для запису та перевірки транзакцій. У контексті практики циркулярної економіки блокчейн забезпечує прозорість і відстежуваність у ланцюгах поставок. Це допомагає підтвердити походження матеріалів, перевірити сертифікати та підвищити довіру споживачів до тверджень про продукт, пов’язаних із стійкістю та циркулярністю.

## Додаткова література

### Книги
- Серія книг Circular Economy and Sustainability (Springer Nature, 2023-2024+)
- Серія книг The Circular Economy in Sustainable Solid and Liquid Waste Management (Routledge, Taylor & Francis, 2021-2022)
- Циркулярна політика управління відходами: підручник / А. І. Крисоватий, Р. Є. Зварич, І. Я. Зварич. Тернопіль : ЗУНУ, 2023. 458 с. ISBN 978-966-654-685-5
- Alexander Allen; Pascucci Stefano; Charnley Fiona, ред. (6 березня 2023). Handbook of the Circular Economy: Transitions and Transformation. De Gruyter. ISBN 978-3-11-072337-3.
- Stefanakis Alexandros; Nikolaou Ioannis, ред. (2022). Management and policy. Circular economy and sustainability. Amsterdam, Oxford, Cambridge: Elsevier. ISBN 978-0-12-819817-9.
- Циркулярна економіка : навчальний посібник / Шевченко Т. І., Шуптар-Пориваєва Н. Й., Губанова О. Р. та ін. Суми : Університетська книга, 2022. – 220 с. ISBN 978-617-521-028-4
- Циркулярна економіка: як новий спосіб господарювання в умовах цифрової трансформації. Колективна монографія. За науковою ред. к.е.н., доц. Татомир І.Л., к.е.н., доц. Квасній Л.Г. Трускавець: ПОСВІТ, 2021, 124 с.

### Журнали
- Journal of Cleaner Production (веб-сайт, Elsevier)
- Journal of Industrial Ecology (Wiley-Blackwell)
- Resources, Conservation & Recycling (Elsevier)
- Circular Economy and Sustainability (Springer Nature)
- Waste Management (Elsevier)
- Renewable and Sustainable Energy Reviews (Elsevier)
- Ecological Economics (веб-сайт, Elsevier)
- Environmental Science & Technology (веб-сайт, Американське хімічне товариство)
- Journal of Remanufacturing (Springer Nature)
- Sustainability (MDPI)
- Journal of Circular Economy

### Статті
- Kirchherr Julian; Yang Nan-Hua Nadja; Schulze-Spüntrup Frederik; Heerink Maarten J.; Hartley Kris (1 липня 2023). Conceptualizing the Circular Economy (Revisited): An Analysis of 221 Definitions. Resources, Conservation and Recycling 194. doi:10.1016/j.resconrec.2023.107001.
- Підбірка наукових статей «Зменшення, переробка та утилізація відходів для продукції з доданою вартістю» (Springer Nature)

### Відео
- Проєкт BIOINWASTE — Біоенергетичні інновації в поводженні з відходами: європейський досвід впровадження циркулярної економіки. (Сумський державний університет)